# Moirans
Pour la commune du Jura, voir Moirans-en-Montagne.
Pour l’article ayant un titre homophone, voir Michel Moyrand.
Moirans [mwaʁɑ̃]  est une commune française située dans le département de l'Isère, en région Auvergne-Rhône-Alpes.
La commune de Moirans appartient également à la communauté d'agglomération du Pays voironnais et au canton de Tullins, au débouché septentrional de la basse vallée de l'Isère, connue également sous la dénomination de Sud Grésivaudan.
Importante ville étape durant toute l'histoire de la région, cette cité est située au croisement d'anciennes routes nationales que furent les RN85 et RN92, ainsi qu'à proximité des autoroutes A48 et A49 qui longent toutes les deux son territoire, et dont l'accès commun se situe à 4 km du centre-ville. La commune est également positionnée au croisement de deux lignes de voies ferrées, celle de Lyon-Perrache à Marseille-Saint-Charles (via Grenoble) et celle de Valence à Grenoble (via Moirans). Moirans est également située à environ 20 km de l'aéroport de Grenoble-Isère.
En mars 2017, la commune confirme son niveau « deux fleurs » au concours des villes et villages fleuris, ce label récompense le fleurissement de la commune au titre de l'année 2016. En 2014, celle-ci avait bénéficié de « trois fleurs ».
Ses habitants sont dénommés les Moirannais.

## Géographie

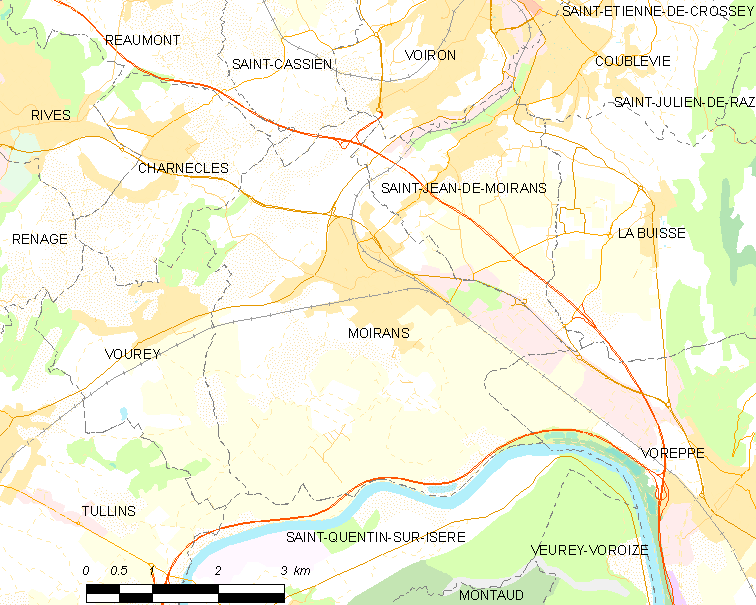
Carte de la commune de Moirans et des communes limitrophes.

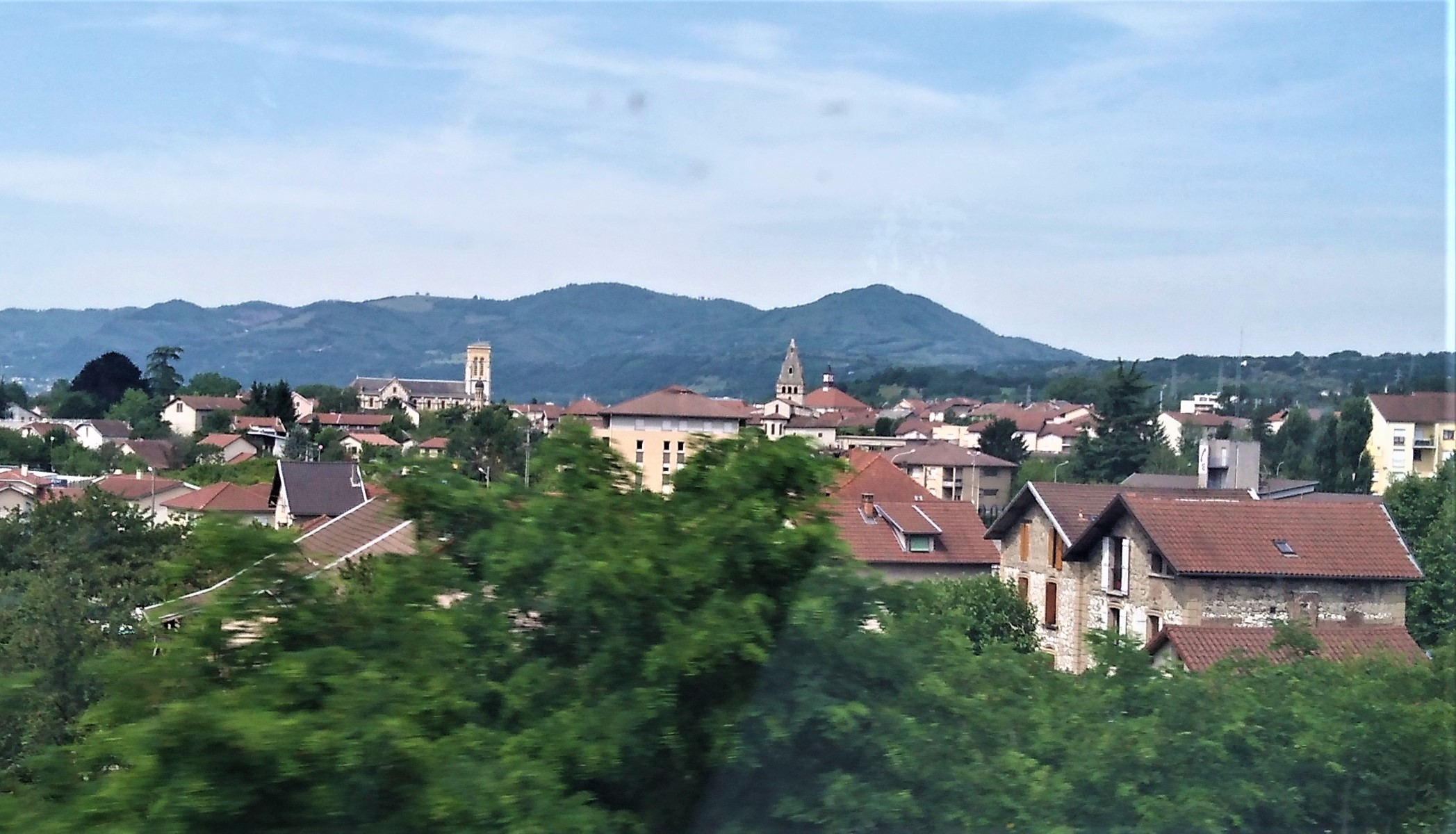
Moirans depuis la ligne de chemin de fer

### Situation et description

#### Situation
Le territoire communal de Moirans est situé dans le sud-est de la France, à proximité du centre géographique du département de l'Isère, au nord-ouest de Grenoble, dans les vallées de l'Isère, rivière qui borde le sud du territoire et de la Morge qui le traverse.
L'agglomération moirannaise se positionne entre les territoires de Voiron, Voreppe et de Rives, ces communes étant toutes situées dans la communauté d'agglomération du Pays voironnais.
La commune est également située à 25 km de Grenoble, chef-lieu du département de l'Isère, 87 km de Lyon, chef-lieu de la région Auvergne-Rhône-Alpes ainsi qu'à 557 km de Paris et 299 km de Marseille.

#### Description
Moirans se présente sous la forme d'une petite agglomération de 8 000 habitants ayant connu une forte urbanisation durant ces cinquante dernières années et qui a fini par absorber la plupart des hameaux situés autour de son bourg historique. Le territoire présente donc plusieurs formes d'habitats : anciens corps de fermes, villas contemporaines et immeubles d'habitations se côtoient sur l'ensemble du territoire. La ville est située à proximité immédiate d'importants carrefours routiers, dont celui de deux anciennes routes nationales (RD 1092 / RD 1085), et autoroutier (A 48/ A49), ainsi qu'à l'intersection de deux grandes voies ferrées, l'une reliant Grenoble à Lyon et l'autre Chambéry, via Grenoble à Valence.
Le territoire de la commune est bordé au sud par l'Isère et traversé par un de ses affluents, une petite rivière, la Morge. Ce territoire héberge également des zones humides appelées « les isles de Moirans », régulièrement inondées pendant les crues de l'Isère avant que ne soit construite la digue qui borde maintenant cette rivière.

### Géologie

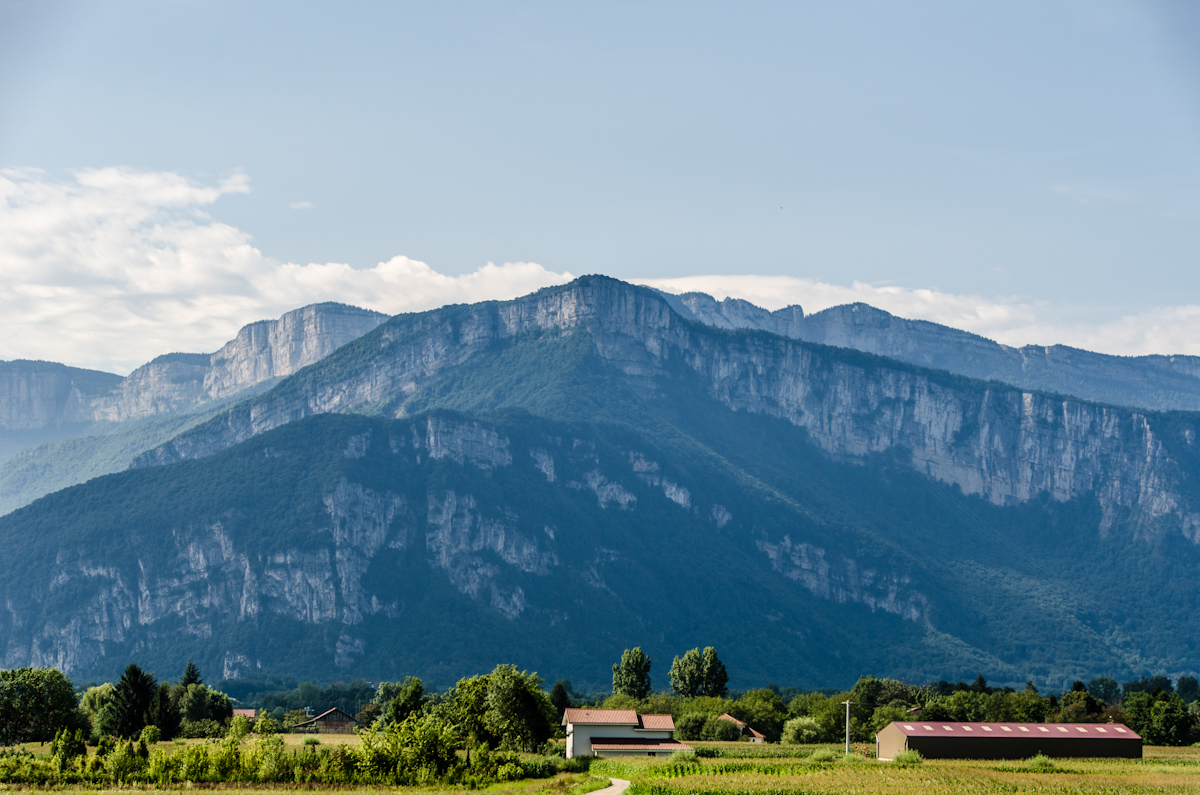
La montagne dénommée "Dent de Moirans" n'est pas située sur le territoire de la commune mais elle bien visible depuis celui-ci

Le territoire de Moirans est implanté dans sa totalité dans la bordure septentrionale de la plaine de la Basse Isère en aval de la cluse de Voreppe marqué par la courbe inscrit par cette rivière qui en amont de la cluse s'écoule vers le nord-ouest puis après avoir contourné le bec de l'Échaillon vers le sud-ouest. Le territoire se situe en marge d'une vaste surface autrefois marécageuse formée par le comblement d'un lac créé à la suite la fonte du glacier de l'Isère qui occupait la vallée durant la dernière glaciation de Würm, enregistré en tant que dernier maximum glaciaire achevé, il y a environ 10 000 ans. La partie la plus large de ce lac (dénommé « ombilic de Moirans » par les géologues) s'inscrit à l'extérieur de la courbe de l'isère que celle forme après avoir franchi la pointe nord du Vercors formée par le bec de l'Échaillon et la Dent de Moirans.
Le territoire communal repose en grande partie sur le cône de déjection de la Morge, en étant dominé du côté nord, par un système de moraines et de terrasses fluviatiles holocène, face à une plaine alluviale (celle de l'Isère), datant de la même période.

### Climat
Pour des articles plus généraux, voir Climat d'Auvergne-Rhône-Alpes et Climat de l'Isère.
En 2010, le climat de la commune est de type climat océanique altéré, selon une étude du Centre national de la recherche scientifique s'appuyant sur une série de données couvrant la période 1971-2000. En 2020, Météo-France publie une typologie des climats de la France métropolitaine dans laquelle la commune est exposée à un climat de montagne ou de marges de montagne et est dans la région climatique Alpes du nord, caractérisée par une pluviométrie annuelle de 1 200 à 1 500 mm, irrégulièrement répartie en été.
Pour la période 1971-2000, la température annuelle moyenne est de 11,7 °C, avec une amplitude thermique annuelle de 18,6 °C. Le cumul annuel moyen de précipitations est de 1 081 mm, avec 9,5 jours de précipitations en janvier et 6,8 jours en juillet. Pour la période 1991-2020, la température moyenne annuelle observée sur la station météorologique de Météo-France la plus proche, « Coublevie », sur la commune de Coublevie à 5 km à vol d'oiseau, est de 13,0 °C et le cumul annuel moyen de précipitations est de 1 121,0 mm,. Pour l'avenir, les paramètres climatiques de la commune estimés pour 2050 selon différents scénarios d'émission de gaz à effet de serre sont consultables sur un site dédié publié par Météo-France en novembre 2022.
| Mois                                  | jan.          | fév.           | mars          | avril         | mai           | juin          | jui.          | août          | sep.          | oct.          | nov.          | déc.           | année      |
| ------------------------------------- | ------------- | -------------- | ------------- | ------------- | ------------- | ------------- | ------------- | ------------- | ------------- | ------------- | ------------- | -------------- | ---------- |
| Température minimale moyenne (°C)     | 0,8           | 1              | 3,9           | 7,4           | 10,6          | 14,4          | 16,4          | 15,6          | 12,6          | 9,2           | 4,6           | 1,2            | 8,1        |
| Température moyenne (°C)              | 3,9           | 4,9            | 8,9           | 13,3          | 16,1          | 20,4          | 22,8          | 21,7          | 18            | 13,6          | 8,1           | 4,4            | 13         |
| Température maximale moyenne (°C)     | 7             | 8,8            | 13,9          | 19,1          | 21,7          | 26,3          | 29,3          | 27,8          | 23,3          | 18            | 11,7          | 7,5            | 17,9       |
| Record de froid (°C) date du record   | −9,8 11.01.10 | −12,7 05.02.12 | −9 01.03.05   | −1,2 04.04.22 | 1,6 06.05.19  | 3,8 01.06.06  | 8,9 15.07.16  | 8,9 15.08.06  | 3,9 27.09.10  | −1 16.10.09   | −7 27.11.05   | −12,2 20.12.09 | −12,7 2012 |
| Record de chaleur (°C) date du record | 16,8 10.01.15 | 21,4 24.02.20  | 25,6 31.03.21 | 30,3 28.04.12 | 33,6 24.05.09 | 38,2 27.06.19 | 40,1 24.07.19 | 39,7 24.08.23 | 32,4 11.09.18 | 28,8 04.10.10 | 23,9 12.11.18 | 19,3 17.12.19  | 40,1 2019  |
| Précipitations (mm)                   | 85,7          | 74             | 91,8          | 85,4          | 122,4         | 99,1          | 89,1          | 86            | 89,6          | 97,9          | 103,9         | 96,1           | 1 121      |

#### Températures des minimales et maximales enregistrées sur trois ans
- 2012

| Mois                              | jan. | fév. | mars | avril | mai  | juin | jui. | août | sep. | oct. | nov. | déc. |
| --------------------------------- | ---- | ---- | ---- | ----- | ---- | ---- | ---- | ---- | ---- | ---- | ---- | ---- |
| Température minimale moyenne (°C) | 0    | −4,7 | 2,3  | 7     | 10,6 | 14,6 | 15,1 | 15,5 | 11,5 | 8,5  | 3,6  | 0,1  |
| Température maximale moyenne (°C) | 7,2  | 4,2  | 18,4 | 17,6  | 23,4 | 26,9 | 27,7 | 29,5 | 23,2 | 18,1 | 12   | 6,6  |

- 2014

| Mois                              | jan. | fév. | mars | avril | mai  | juin | jui. | août | sep. | oct. | nov. | déc. |
| --------------------------------- | ---- | ---- | ---- | ----- | ---- | ---- | ---- | ---- | ---- | ---- | ---- | ---- |
| Température minimale moyenne (°C) | 1,1  | 2    | 2,7  | 6,8   | 9,2  | 13,9 | 15,1 | 14,3 | 12,1 | 9,5  | 5    | 1,4  |
| Température maximale moyenne (°C) | 8,9  | 11,3 | 12,1 | 16,4  | 21,5 | 27,6 | 24,8 | 25,4 | 24,4 | 21,3 | 13,9 | 7,9  |

- 2016

| Mois                              | jan. | fév. | mars | avril | mai  | juin | jui. | août | sep. | oct. | nov. | déc. |
| --------------------------------- | ---- | ---- | ---- | ----- | ---- | ---- | ---- | ---- | ---- | ---- | ---- | ---- |
| Température minimale moyenne (°C) | 1,6  | 3    | 2,3  | 7,1   | 9,5  | 14,5 | 15,7 | 14,6 | 13   | 6,5  | 3,9  | −3,8 |
| Température maximale moyenne (°C) | 9,3  | 11,3 | 13,4 | 17,1  | 21,3 | 25,8 | 28,8 | 29,1 | 26,6 | 16,8 | 11,6 | 6,6  |

### Hydrographie
Le territoire communal est sillonné de plusieurs cours d'eau : deux rivières dont l'Isère et quelques rus ou ruisseaux qui sont tous ses affluents ou sous-affluents.
- L'Isère

Le principal cours d'eau de la commune est l'Isère, un des principaux affluents du Rhône, qui borde le sud du territoire communal.
Cette rivière présente des fluctuations saisonnières de débit assez important et typiques d'une alimentation en grande partie pluviale, avec des crues de printemps due à la fonte des neiges. Il s'agit donc d'un important cours d'eau drainant toute la vallée et qui, en règle générale, reste d'un debit très abondant tout au long de l'année.
- La Morge

Cette rivière, d'une longueur de 27,2 km,

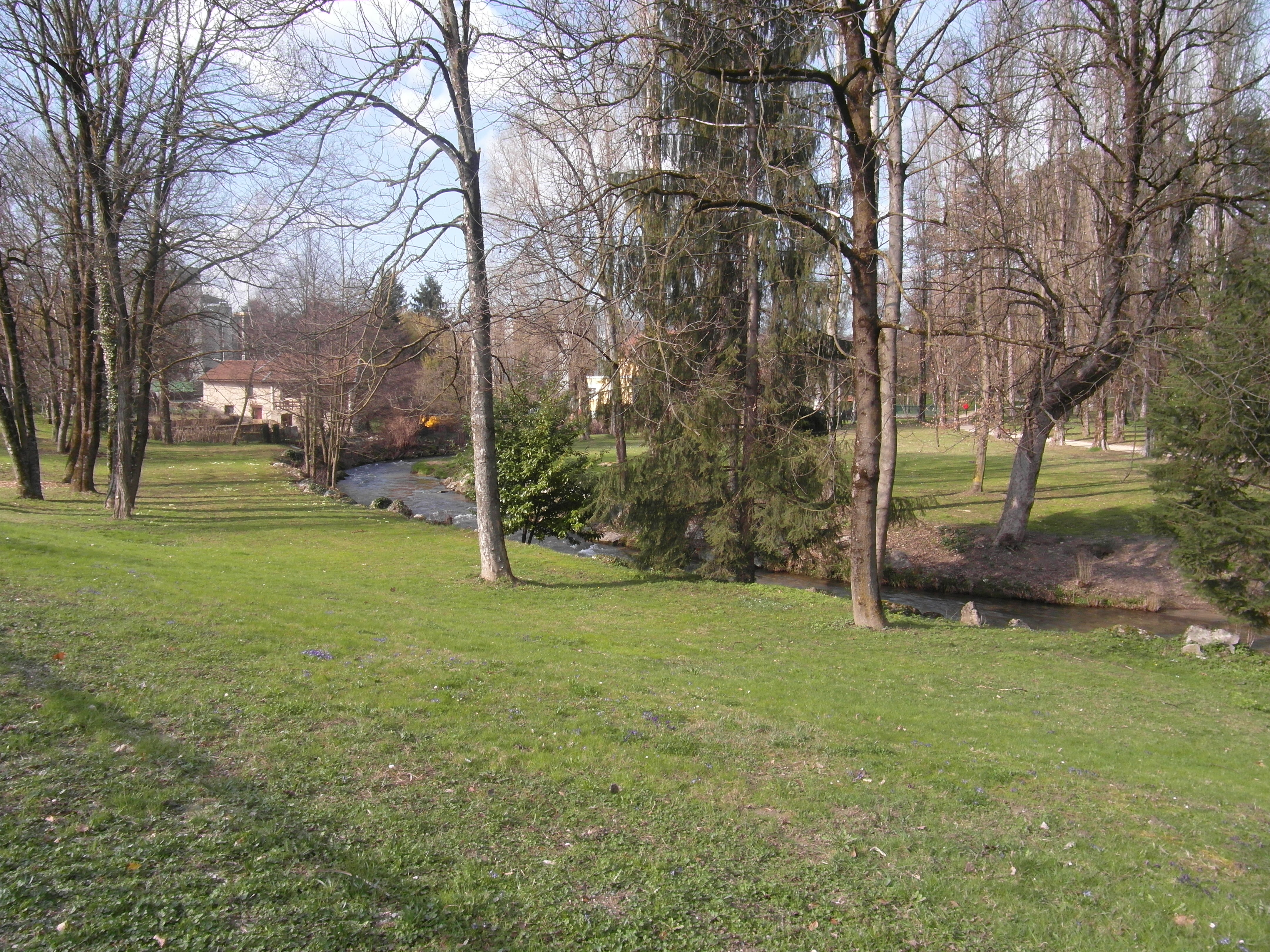
La Morge dans un parc de Moirans en mars 2018

est un affluent de l'Isère et donc un sous-affluent du Rhône. Elle a un caractère torrentiel et reçoit l'apport de quelques ruisseaux en traversant la commune de Moirans. Celle-ci possède, en outre, un affluent principal qui la rejoint sur le territoire de Tullins, la Fure. Cette rivière traverse le territoire communal selon un axe nord sud.
- Les rus et ruisseaux
  - la Mayenne, d'une longueur de 3,9 km[13]
  - l'Erginière, d'une longueur de 2,4 km[14]
  - le ruisseau de Brassière du Rebassat, d'une longueur de 3,9 km[15]
  - le pommarin, d'une longueur de 5 km[16]

### Voie routières

L'autoroute A49 rejoint l'A48 sur le territoire de Moirans

#### Les autoroutes
- L'autoroute A48 (autoroute Lyon - Grenoble)

L’A48 est une autoroute permettant la liaison de Lyon à Grenoble. Sa connexion avec l'A49 se situe sur le territoire de Moirans, avant de rejoindre le péage de Voreppe. Cette autoroute est gérée par la société AREA.
La bretelle de sortie no 11 permet de rejoindre l'entrée est de la commune de Moirans et de sa zone industrielle par la route départementale 1085. La sortie no 11 nécessite l'usage d'un rond-point dit de l'Égala à la limite de la commune voisine de Voreppe.
 11 Moirans à 40 km : Moirans, Voiron-centre

#### Les routes
- L'ancienne route nationale 85 (RD 1085)

L'ancienne route nationale 85 ou « RN 85 » est une ancienne route nationale française reliant autrefois Bourgoin-Jallieu, en se détachant de la RN 6, pour se terminer sur la Côte d'Azur, d'abord à Cagnes-sur-Mer, puis à Golfe-Juan.
En 2006, la route nationale 85 a été déclassée dans le département de l’Isère en « RD 1085 ».
Cette route traverse le territoire de Moirans depuis le nord-ouest, limite de la commune de Charnècles et vers le sud, commune de Voreppe sous la dénomination de route de Grenoble.
- L'ancienne route nationale 92 (RD 1092)

L'ancienne route nationale 92 ou « RN 92 » est une route nationale française reliant autrefois Valence à Genève. La portion qui part de Romans-sur-Isère pour aller à Voiron, après avoir traversé Moirans a été déclassée en « RD 1092 » dans le département de l'Isère. Cette route traverse le territoire de Moirans depuis le sud-ouest, limite de la commune de Vourey et vers le nord, commune de Saint-Jean-de-Moirans sous la dénomination de route de Valence, puis route de Voiron.

### Transports publics

#### Transports locaux
Les différentes lignes de bus desservant la commune sont gérées par la compagnie d'autobus de la communauté du Pays Voironnais, notamment la ligne A (Tullins-Voiron). Les autobus de la ligne urbaine 20 assurent une navette régulière entre les différents quartiers et la zone Centr'Alp.

#### Transports interurbains

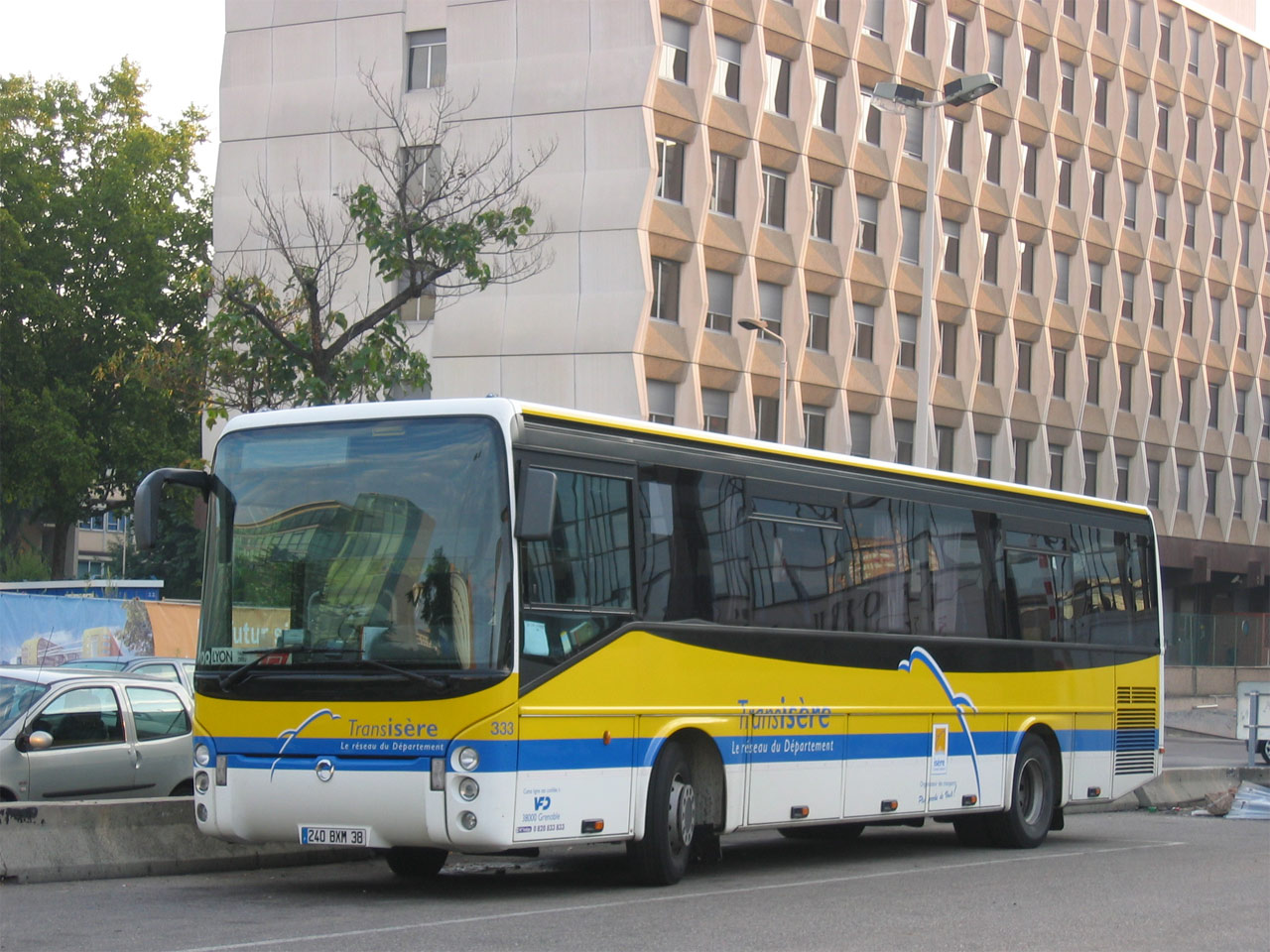
car du réseau transisère

Le réseau Transisère gère le service des autocars départementaux, dont notamment
la ligne 5200 Saint-Marcellin ↔ Moirans ↔ Grenoble, attribuée au transporteur Perraud Voyages.
la ligne 7300 Beaurepaire ↔ Moirans ↔ Grenoble également attribuée au transporteur Perraud Voyages.

#### Transport ferroviaire

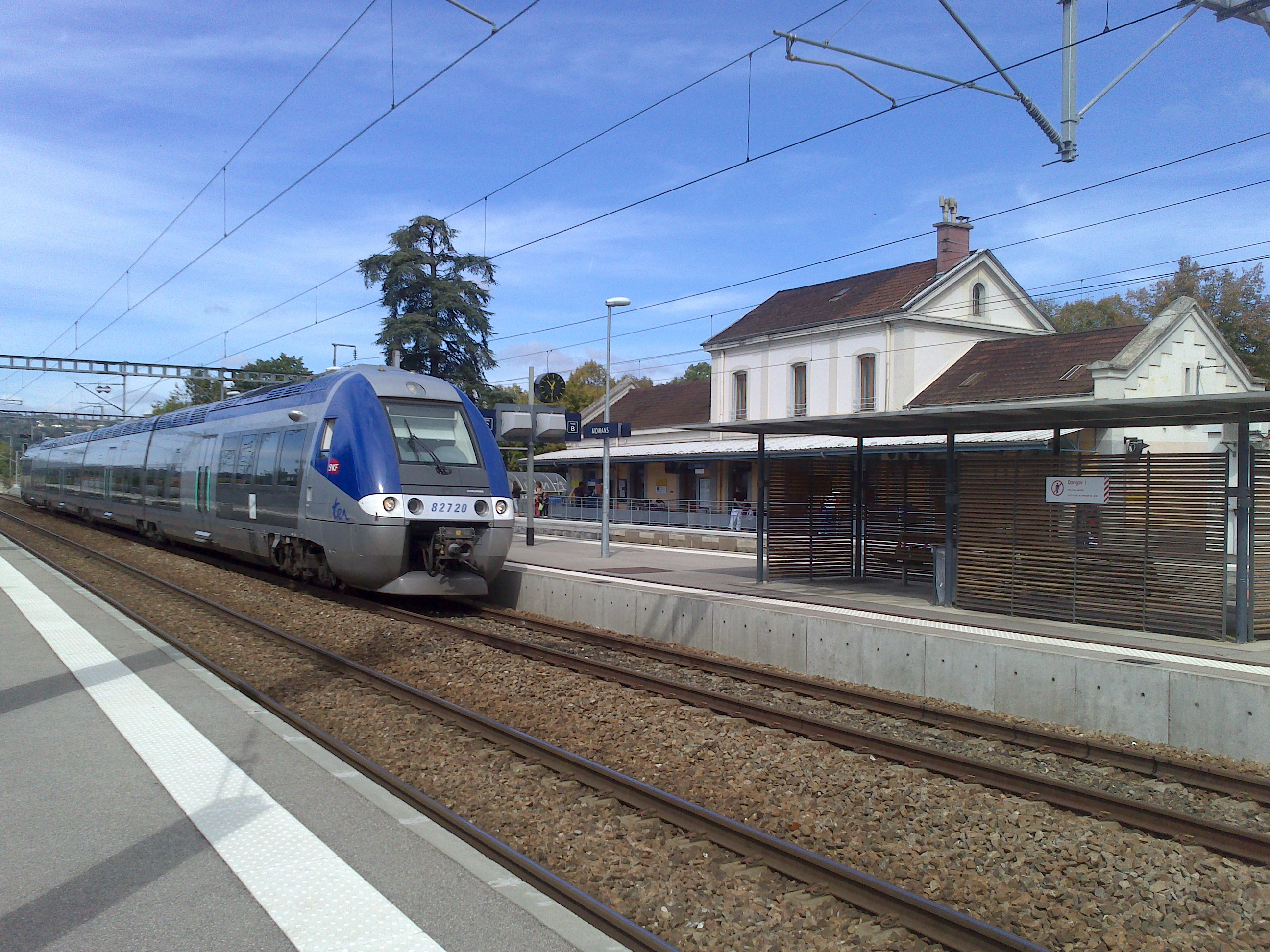
Gare de Moirans et TER à l'arrêt

La gare de Moirans et la halte de Moirans-Galifette desservent la ville. Les TER Rhône-Alpes s'y arrêtent sur les lignes suivantes :
- Lyon-Perrache - Rives - Voiron - Moirans - Voreppe - Grenoble ;
- Rives - Voiron - Moirans - Voreppe - Grenoble - Grenoble-Universités-Gières ;
- Chambéry - Grenoble-Universités-Gières - Grenoble - Moirans - Tullins - Saint-Marcellin - Romans - Valence ;
- Chambéry - Grenoble-Universités-Gières - Grenoble - Saint-Égrève - Moirans - Moirans-Galifette - Tullins - Poliénas - Vinay - Saint-Marcellin.

## Urbanisme

### Typologie
Au 1er janvier 2024, Moirans est catégorisée ceinture urbaine, selon la nouvelle grille communale de densité à sept niveaux définie par l'Insee en 2022.
Elle appartient à l'unité urbaine de Voiron, une agglomération intra-départementale regroupant 15  communes, dont elle est une commune de la banlieue,,. Par ailleurs la commune fait partie de l'aire d'attraction de Grenoble, dont elle est une commune de la couronne,. Cette aire, qui regroupe 204 communes, est catégorisée dans les aires de 700 000 habitants ou plus (hors Paris),.

### Occupation des sols
L'occupation des sols de la commune, telle qu'elle ressort de la base de données européenne d’occupation biophysique des sols Corine Land Cover (CLC), est marquée par l'importance des territoires agricoles (79 % en 2018), en diminution par rapport à 1990 (80,8 %). La répartition détaillée en 2018 est la suivante : 
terres arables (37,9 %), zones agricoles hétérogènes (35,3 %), zones urbanisées (13,1 %), zones industrielles ou commerciales et réseaux de communication (4,9 %), cultures permanentes (3,2 %), forêts (2,6 %), prairies (2,5 %), milieux à végétation arbustive et/ou herbacée (0,5 %). L'évolution de l’occupation des sols de la commune et de ses infrastructures peut être observée sur les différentes représentations cartographiques du territoire : la carte de Cassini (XVIIIe siècle), la carte d'état-major (1820-1866) et les cartes ou photos aériennes de l'IGN pour la période actuelle (1950 à aujourd'hui).

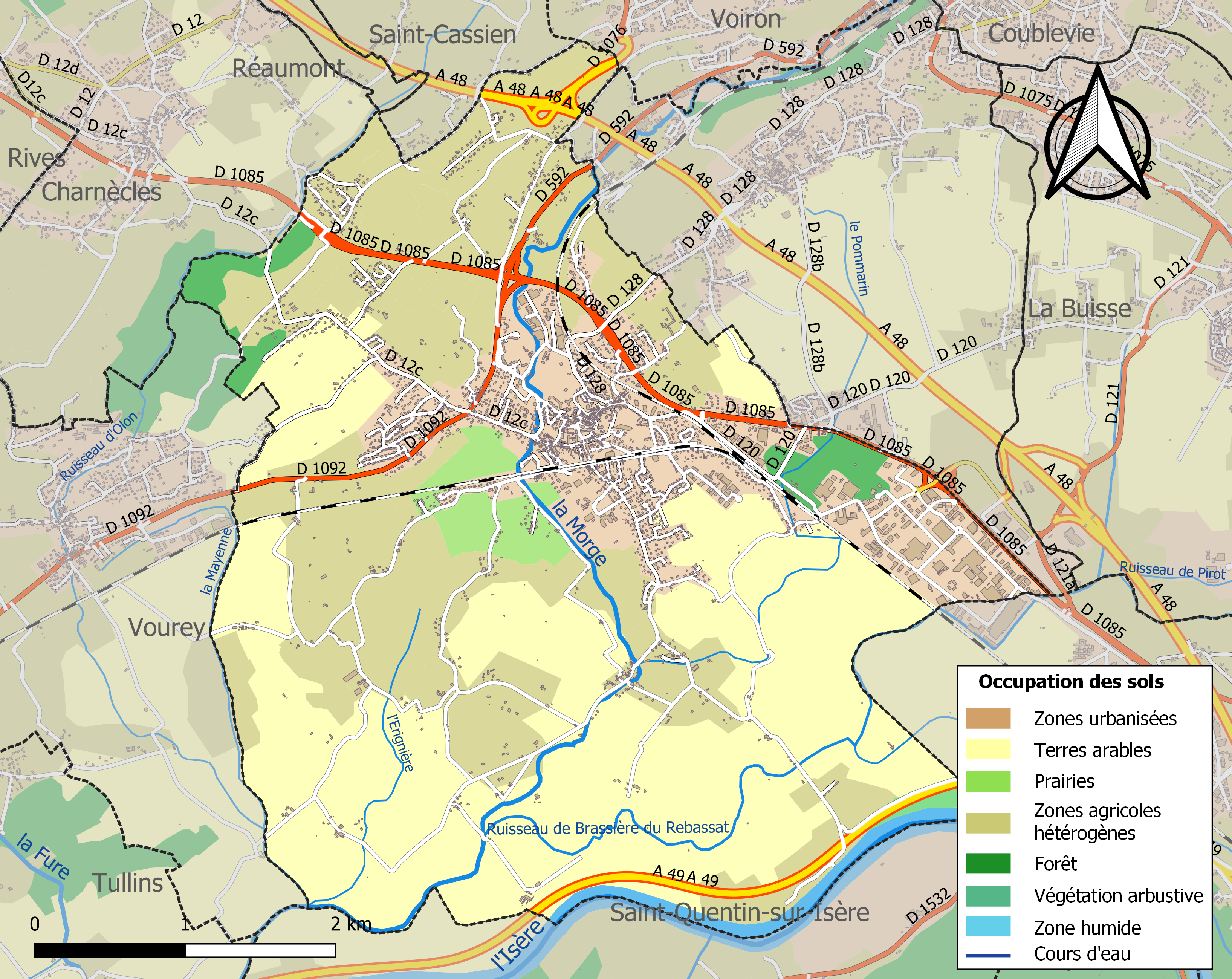
Carte des infrastructures et de l'occupation des sols de la commune en 2018 (CLC).

### Hameaux lieux-dits et écarts
Voici, ci-dessous, la liste la plus exhaustive possible des divers hameaux, quartiers et lieux-dits résidentiels urbains comme ruraux qui composent le territoire de la commune de Tullins, présentés selon les références toponymiques fournies par le site géoportail de l'Institut géographique national.
| - La Croix Pingeon (péage) - Le Grand Criel - Les Chartreux - La Côte des Filles - Champfeuillet - Bois du Four - Château du Marais - La Baconnière - L'Écho - Montmartel - Villas Fourneton | - Les Pautes - Les Cordeliers - La Barrière - Le Pommarin - Le Pavé (ZI Centr'Alp) - La Pichatière - La Coste - Les Glairons - Le Jarrioz - Les Fenètres - Pont Fanjoux - Les Balmes | - Les Isles - Les Petites Iles - Les Petits communaux - l'Île Rose - Les Grandes Isles - L'Île Baron - L'Île Barre - L'Île Bernard - La Trace - Le Fay - Les Gentils - Les Vernes | - Les Monferralles - Le Monnair - Le Falcoz - Campaloux - Le Gas Cordey - Pré Boissieux - Les Goureux - Le Rosay - Le Vergeron - La Pérelle - La Galifette - L'Érigny (château) |

### Logement
En 2013, le parc de logements de la commune de Moirans présente un total de 3 459 logements répartis de la manière suivante :
- 92,2 % de résidences principales , soit 3 189 logements;
- 6,82 % de logements vacants  soit 236 logements;
- 0,98 % de résidences secondaires, soit 34 logements.

### Eau et assainissement
L’alimentation en eau potable du secteur de communes du territoire où se situe Moirans est administrée par la communauté d'agglomération du Pays voironnais. Le service de l’eau a pour mission d'approvisionner en eau potable l’ensemble des habitants et des entreprises du secteur, d'entretenir et d'améliorer les réseaux et les installations en assurant la gestion administrative des services locaux d’eau et d’assainissement.

### Risques naturels et technologiques

#### Risques sismiques
La totalité du territoire de la commune de Moirans est située en zone de sismicité n°4 (sur une échelle de 1 à 5), en limite de la zone n°3 qui se positionne vers l'ouest et le nord-ouest du département de l'Isère.
| Type de zone | Niveau            | Définitions (bâtiment à risque normal) |
| ------------ | ----------------- | -------------------------------------- |
| Zone 4       | Sismicité moyenne | accélération = 1,6 m/s2                |

## Toponymie
Le nom de la localité est attesté sous la forme latinisée Morginnum au IVe siècle (Table de Peutinger),,, Morvennum vers le VIIe siècle, Moringum en 928, locus Moirencus et Moiricensis au XIe siècle, castrum Moirenc, villa Moirencii et prior Moiracensis au XIIe siècle, Moiranc et Moirent au XIVe siècle.
Le toponyme Morginnum est dérivé de l'hydronyme la Morge, avec le suffixe -inum, selon un processus de dérivation archaïque bien avéré dans la toponymie française. Dans ce cas, cependant le redoublement de n pose problème à moins qu'il ne s'agisse d'une cacographie.
L'attribution du site de Morginnum à Moirans date du XVIIIe siècle, auparavant on hésitait sur sa localisation. Elle est basée sur des données topographiques tangibles, mais aussi sur une ressemblance apparente entre les toponymes Morginnum et Moirans.
Il manque les formes anciennes entre le VIIe et le Xe siècle qui permettraient d'établir un lien ou non entre ces deux dénominations, ce qui d'ailleurs n'exclut pas une identité de localité.
En effet, les formes Morginnum au IVe siècle et Morvennum au VIIe siècle sont difficilement compatibles avec celles relevées à partir du Xe siècle et qui, elles, expliquent régulièrement l'évolution en Moirans. Phonétiquement, Morginnum, *Morgennum auraient dû aboutir à *Morgin, *Morgen et dans ce cas, elle correspondrait mieux à Morgins en Suisse (Morgens en 1156, Morgen vers 1720), avec le s final du locatif. La confusion entre les produits des suffixes -inum > -in, d'origine autochtone, et -ingos > -ens, -ans, d'origine germanique, s'observe souvent par ailleurs et est admissible. En revanche, le radical Morg- de Morginum peut difficilement avoir évolué en Moir-, à moins de supposer un amuïssement de [g] normalement impossible dans cette position après [r] ou éventuellement avant [r], après métathèse.
C'est sans doute pour cette raison qu'Albert Dauzat et Charles Rostaing y voient un type toponymique médiéval en -ingos qui a donné les toponymes se terminant par -ans (ou -ens) dans la région. Il est précédé du nom de personne roman Maurus ou germanique ou Moro. Homonymie étymologique avec les noms de type Mourens ou Maurens du Sud-Ouest de la France. Auguste Vincent et Ernest Nègre ont eux aussi rejeté la forme Morginnum et proposé une explication proche de celle d'Albert Dauzat.

## Histoire

### Antiquité

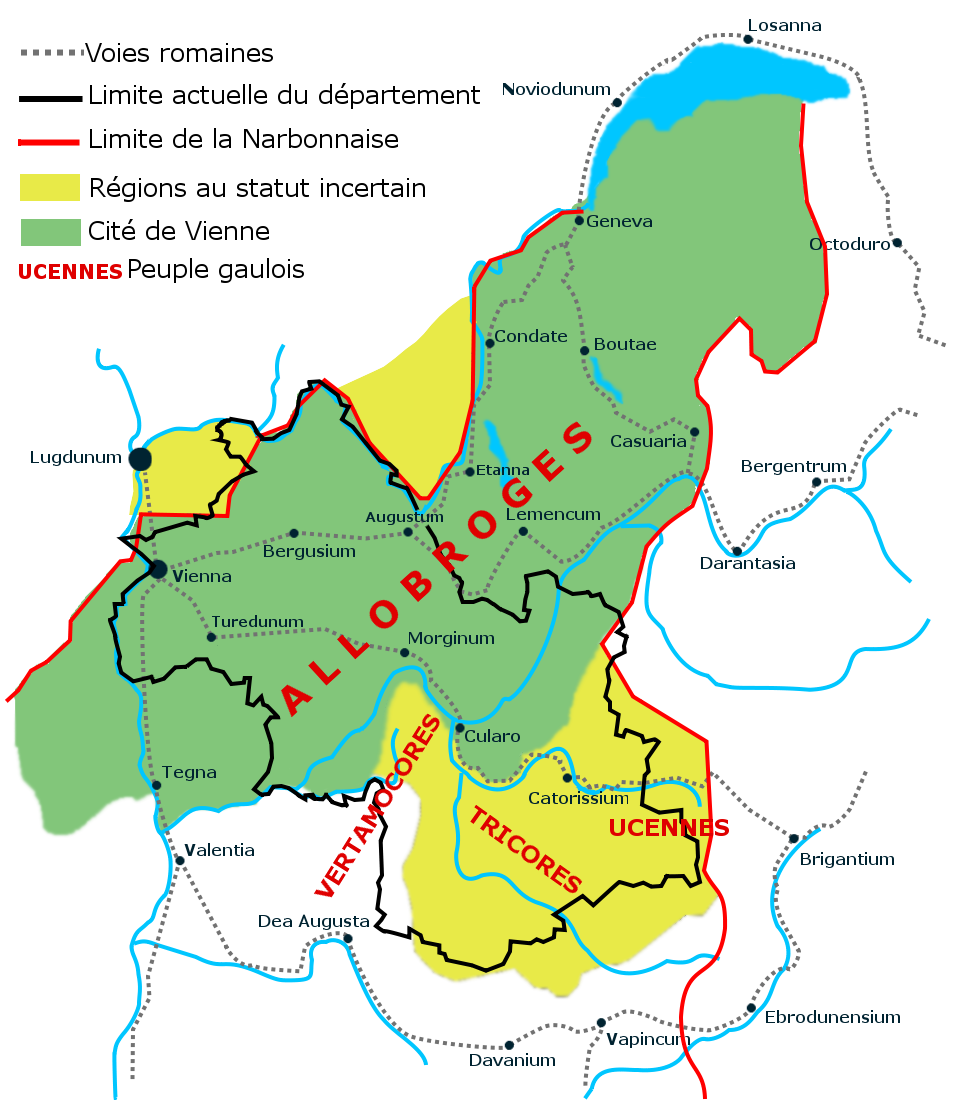
Le territoire des Allobroges, avec la mention de Morginum

Durant l'Antiquité, Moirans et sa région est peuplée par les Allobroges, un peuple gaulois dont le territoire était situé entre l'Isère, le Rhône et les Alpes du Nord. À partir de -121, ce territoire, nommé Allobrogie, est intégré dans la province romaine du Viennois avec pour capitale la cité de Vienne qui était aussi le siège de l’ancien diocèse romain de Vienne.
La localité de Morginum (citée sous ce nom dans la table de Peutinger) est implantée le long de la voie romaine qui allait de l'Italie à Vienne par le col de Montgenèvre et Grenoble, Moirans était une ville-étape très active.

### Moyen Âge

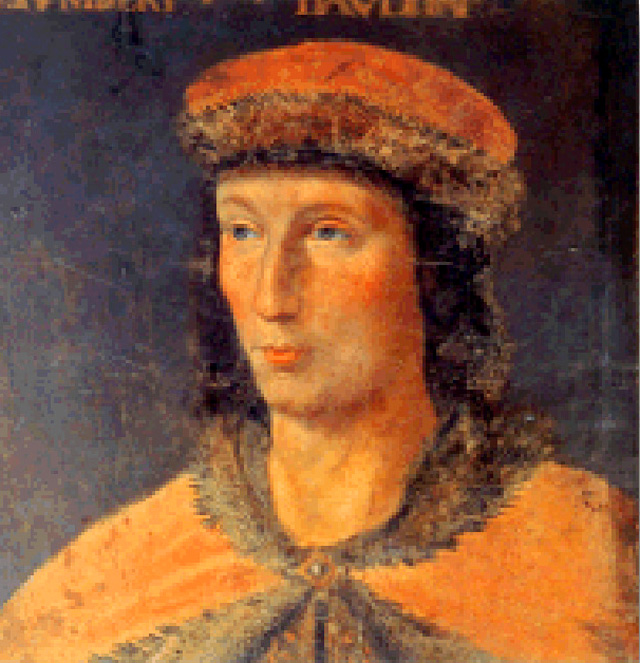
Humbert II, dernier dauphin de Viennois

En 1016, l'évêque de Grenoble, Humbert d'Albon fonde une église et un prieuré de bénédictins. Un acte de partage datant de 1107, promulgué par le pape Pascal II incluait le domaine de Moirans parmi les onze châteaux du Comté de Salmorenc, accordé à l'évêque de Grenoble. En 1164, le seigneur local accorde une charte communale qui sera accordée par Berlion III de Moirans, l'année de sa mort.

#### Moirans, ville delphinale
La paroisse et le domaine de Moirans passèrent dans le domaine des dauphins de Viennois en 1276. Les dauphins maintinrent la charte de la ville et firent construire une enceinte fortifiée pour la protéger. Après la cession du Dauphiné à la France (dénommé Transport du Dauphiné) en 1349, Moirans fut gouverné et géré par deux consuls au nom du Dauphin de France, héritier de la couronne.

### Renaissance

#### Guerres de religion

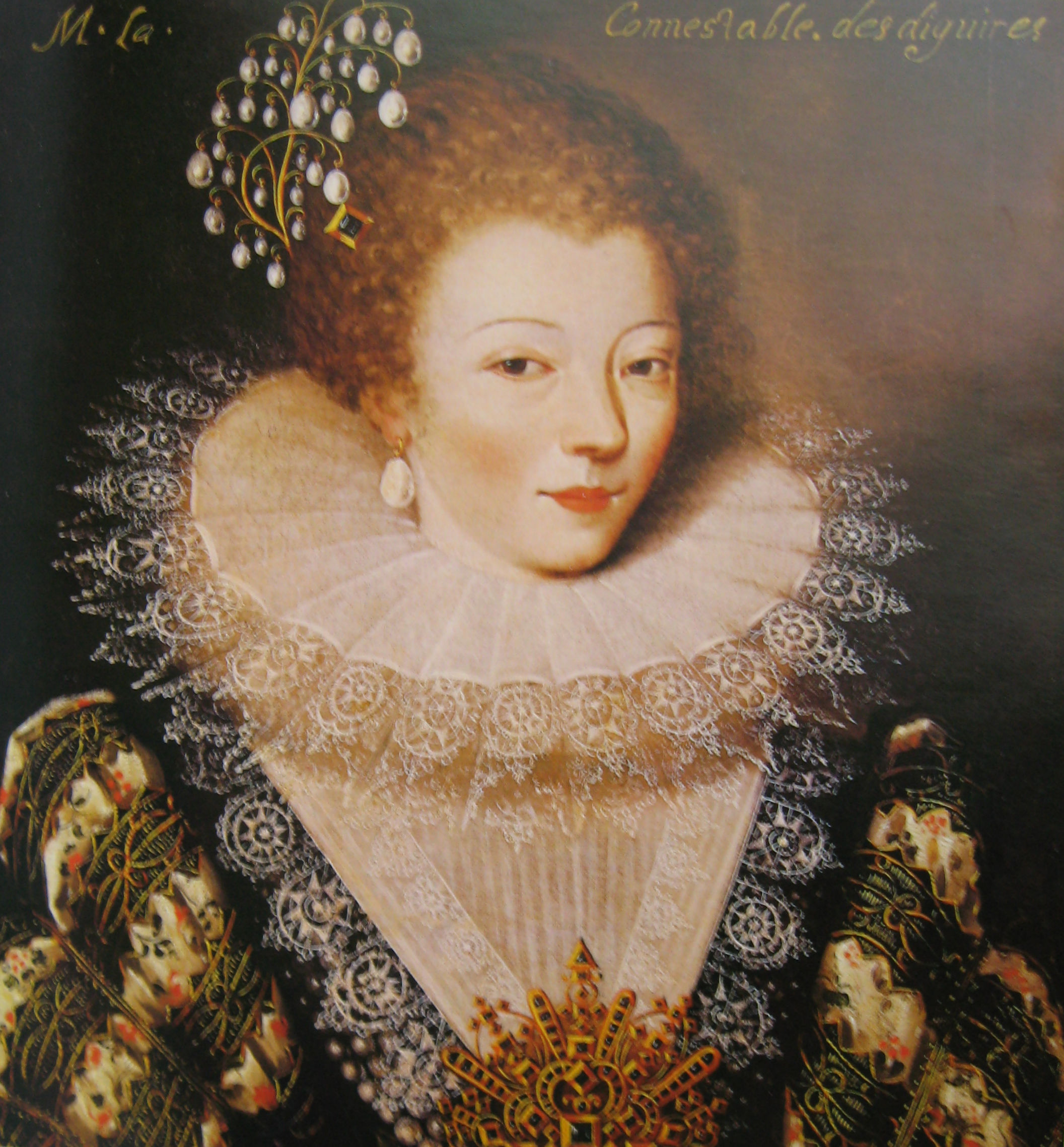
Marie Vignon, dame de Moirans

Moirans a subi de nombreux ravages durant la guerre qui opposa les fractions catholiques aux fractions réformées durant la seconde moitié du XVIIe siècle. En 1580, la cité fut attaquée à la suite d'une jacquerie de quatre mille paysans de la région qui avaient dévasté le bourg voisin de La Côte-Saint-André, mais ceux-ci furent repoussés grâce à l'intervention de l'armée royale venue pour défendre la ville. En 1594, la cité et le domaine de Moirans deviennent la possession du lieutenant général en Dauphiné, le futur connétable François de Bonne de Lesdiguières, celui-ci nomme dès lors sa seconde épouse, Marie Vignon, Dame de Moirans.

### Époque moderne

#### Les frères Paris
À l'époque moderne, les auberges de Moirans bénéficient d'une position d'étape sur la route Grenoble-Lyon. Leur renommée enrichit les familles d'aubergistes. Une des plus célèbres d'entre elles, celle du « Grand Saint François », appartient à la famille Pâris qui donnera les quatre fameux financiers du XVIIIe siècle devenus riches grâce à leurs revenus commerciaux, les Frères Pâris.
Ce séjour de Moirans était chanté en vers dès le XVe siècle :
« Se vuelx aler à ton ayze

de Grenoble droict à Lyon,

A Moyranc, "A la Cymaise",
 
Y aura pain blanc et vin bon… »

### Époque contemporaine

#### Révolution française

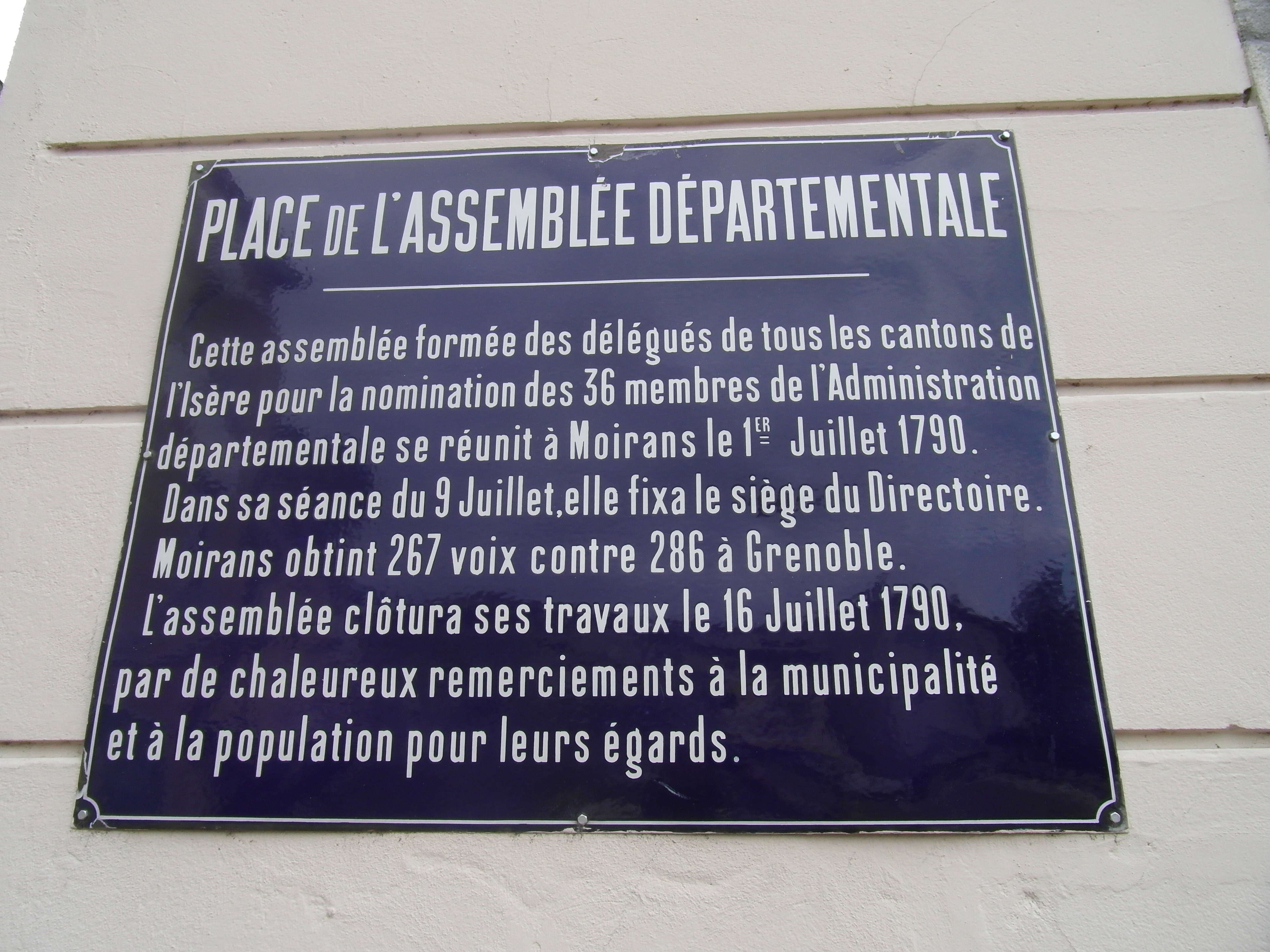
Plaque commémorative sur l'Assemblée de 1790 apposée sur la façade de l'Hôtel de ville

La Révolution française, dont les prémices ont été ressenties très tôt dans le Dauphiné, comme en témoigne la célèbre journée des Tuiles, séries d'émeutes survenues à Grenoble le 7 juin 1788, puis la Réunion des états généraux du Dauphiné organisée le 21 juillet de la même année, est suivie dans les campagnes dauphinoises, notamment à Moirans.
Moirans faillit, du fait de sa position géographique au centre du département de l'Isère, en être le chef-lieu ; ce fut d'ailleurs le cas durant quelques années à la fin du XVIIIe siècle, d'où l'existence de la place de l'Assemblée-départementale En juillet 1790, il ne manqua que 19 voix sur 556 pour que la commune ne soit préférée à Grenoble. Une plaque commémorative attestant de ce fait a été apposée sur la façade de l'hôtel de ville de Moirans, et celle-ci est encore visible en 2018.

#### LeXIXesiècle
Durant la révolution industrielle, au milieu du XIXe siècle, la commune connait un certain essor industriel, à la suite des grandes grèves des canuts Lyonnais de la fin de la première moitié de ce même siècle, les entreprises de Lyon ayant décidé de détourner leur production vers l'Isère. Le tissage du chanvre à domicile continue à se développer, parallèlement à la création d'usines de tissage telle que la société Bouvard en 1850 et la société Martin en 1853.
 L'industrie papetière démarre durant la même période, grâce à l'action de l'entrepreneur Barjon qui fait construire en 1850, l'usine sur le secteur de la Piche. Ces entreprises connaîtront ensuite un déclin progressif durant la seconde moitié du XXe siècle.

#### LeXXesiècle
La construction des axes routiers, la mise en place d'un réseau de trains régionaux, permettent à la commune de garder cette vocation de pôle d'échange. L'aménagement d'un grand espace économique dénommé Centr'Alp, composé d'industries et d'entreprises de service partagé avec la ville voisine de Voreppe permet de créer un bassin d'emplois conséquent.

#### LeXXIesiècle
En 2015, à la suite du refus de l'administration pénitentiaire d'accorder une autorisation de sortie à un détenu pour se rendre aux obsèques de son frère, des membres de la communauté des gens du voyage commettent d'importantes dégradations sur le territoire communal, bloquant la ligne de chemin de fer et la gare SNCF, et incendiant des voitures notamment. La municipalité prend appui sur ces incidents pour installer un important réseau d'une cinquantaine de caméras de vidéosurveillance associé à des logiciels de reconnaissance d'image, avec l'appui du premier ministre Manuel Valls qui s'est rendu dans la commune après les faits. L'association de défense des libertés civiles La Quadrature du Net, estimant ce déploiement illégal et disproportionné, entame deux recours contre la ville devant le tribunal administratif de Grenoble.

## Politique et administration

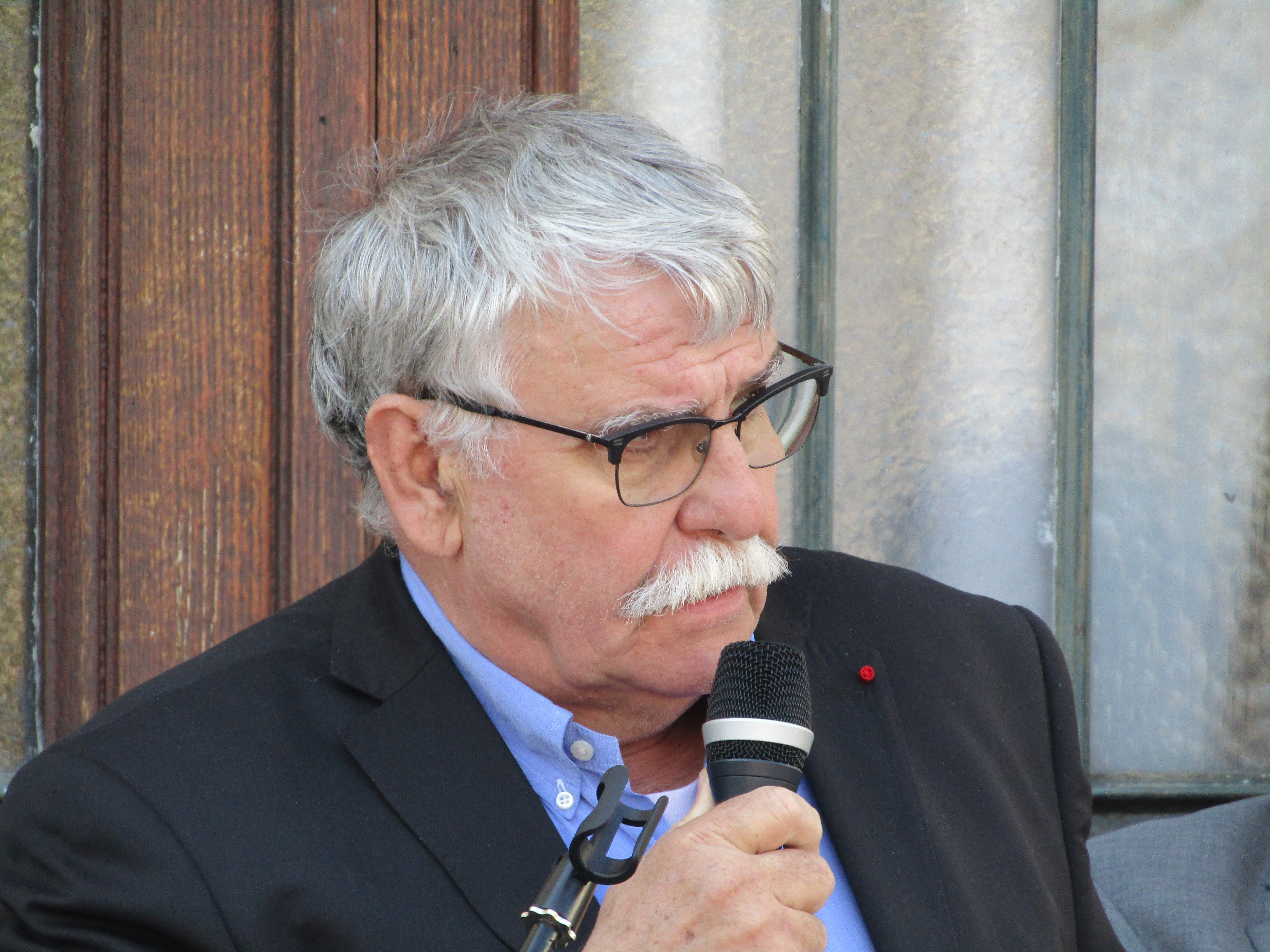
Gérard Simonet, maire de la ville de Moirans en mars 2019

### Administration municipale
En 2019, le conseil municipal de Moirans se compose de 29 membres dont un maire, huit adjoints, quatorze conseillers délégués et six autres conseillers municipaux.

#### Groupes politiques municipaux
« Isère (38) - Moirans », sur le site du ministère de l'Intérieur (consulté le 15 février 2017).

### Tendances politiques et résultats

#### Élections municipales
- 2014

Lors du scrutin du 23 mars 2014, la liste divers droite, menée par Gérard Simonet, est élue dès le premier tour avec 56,49 % des voix devant deux autres listes.
- 2020

#### Élections nationales

##### Élection présidentielle de 2017
Cette élection nationale s'est déroulée en avril et mai 2017 et a vu la victoire d'Emmanuel Macron, candidat du mouvement La République en marche
À Moirans, le score final de l'élection présidentielle de 2017 est assez similaire au résultat national. Cependant, lors du premier tour, Emmanuel Macron était parvenu en 1re position avec 24,36 % des voix, précédant d'assez peu Jean-Luc Mélenchon avec 23,83 %, puis Marine Le Pen, qui, à la différence du scrutin national, n'était, au niveau local, qu'en 3e position avec 21,39 % des voix.
- Résultat du second tour

|                                           | Nombre de voix | Pourcentage |
| Emmanuel Macron (La République en marche) | 2536           | 67,09 %     |
| Marine Le Pen (Front National)            | 1244           | 32,91 %     |

L'abstention est plus importante au premier tour que durant le second tour, avec un taux de 29,04 %, contre 25,74 % précédemment.

### Jumelages
En 2018, et selon le site de l'AFCCRE (Association française du Conseil des communes et régions d'Europe), la commune de Moirans n'était jumelée avec aucune commune ou collectivité, que ce soit en France ou dans un pays étranger.

## Population et société

### Démographie
L'évolution du nombre d'habitants est connue à travers les recensements de la population effectués dans la commune depuis 1793. Pour les communes de moins de 10 000 habitants, une enquête de recensement portant sur toute la population est réalisée tous les cinq ans, les populations de référence des années intermédiaires étant quant à elles estimées par interpolation ou extrapolation. Pour la commune, le premier recensement exhaustif entrant dans le cadre du nouveau dispositif a été réalisé en 2004.

En 2022, la commune comptait 7 573 habitants, en évolution de −5,83 % par rapport à 2016 (Isère : +3,07 %, France hors Mayotte : +2,11 %).
| 1793  | 1800  | 1806  | 1821  | 1831  | 1836  | 1841  | 1846  | 1851  |
| ----- | ----- | ----- | ----- | ----- | ----- | ----- | ----- | ----- |
| 2 006 | 2 607 | 2 482 | 2 742 | 2 765 | 2 703 | 2 769 | 2 834 | 2 765 |

| 1856  | 1861  | 1866  | 1872  | 1876  | 1881  | 1886  | 1891  | 1896  |
| ----- | ----- | ----- | ----- | ----- | ----- | ----- | ----- | ----- |
| 2 803 | 2 789 | 2 842 | 2 844 | 2 903 | 3 227 | 3 156 | 3 186 | 3 253 |

| 1901  | 1906  | 1911  | 1921  | 1926  | 1931  | 1936  | 1946  | 1954  |
| ----- | ----- | ----- | ----- | ----- | ----- | ----- | ----- | ----- |
| 3 479 | 3 587 | 3 805 | 3 517 | 3 816 | 3 908 | 3 484 | 3 418 | 3 840 |

| 1962  | 1968  | 1975  | 1982  | 1990  | 1999  | 2004  | 2006  | 2009  |
| ----- | ----- | ----- | ----- | ----- | ----- | ----- | ----- | ----- |
| 3 959 | 4 536 | 5 106 | 6 313 | 7 133 | 7 495 | 7 810 | 7 860 | 7 754 |

| 2014  | 2019  | 2022  | - | - | - | - | - | - |
| ----- | ----- | ----- | - | - | - | - | - | - |
| 7 989 | 7 499 | 7 573 | - | - | - | - | - | - |

### Enseignement

#### Écoles maternelles et primaires
Rattachée à l'académie de Grenoble, la commune compte trois écoles publiques : l'école Paul Eluard, l'école Simone Veil et l'école Gérard Philipe
et une école privée, l'école Saint-Exupéry - Saint Pierre.

#### Établissement du secondaire
Un premier collège type Pailleron construit en 1970 a été désamianté, démoli et reconstruit sur le site le Vergeron dont il porte le nom.
Le lycée Pierre Béghin, ouvert en 1996, situé sur la zone industrielle de Centr'Alp est à proximité de la gare de Moirans, et accueille près de 880 élèves. Le lycée donne la possibilité de préparer quatre baccalauréats différents, les trois en série générale et un en série technique (sciences techniques du management et de la gestion).

### Équipement sanitaire et social
La commune de Moirans possède une maison de santé pluridisciplinaire (MSP) située sur l'esplanade Jacques Barféty dans le quartier du Vergeron.
On trouve également à Moirans un EHPAD.

### Équipements Sportifs
La ville de Moirans est doté d'un ensemble d'équipements sportifs
- Le complexe sportif des Béthanies

ce complexe présente de nombreux équipements, notamment, le stade Colette Besson utilisé pour les activités d'athlétisme et la pratique du football, celui-ci étant équipé d'une tribune de 600 places abritant une salle de réunion.
- Le stade de la Pérelle

cet équipement sportif permet principalement la pratique du rugby, mais aussi du football. Il est également équipé d'une salle de réunion.
- L’espace sportif Lionel Terray

cet espace sportif couvert multisport, regroupe de nombreuses salles pour la pratique des sports suivants, tennis de table, judo, karaté, escrime.
- Le gymnase du Vergeron

cette salle couverte avec une tribune amovible permet la pratique du handball, du volley ball, du badminton, du futsal.
- La salle de Gymnastique Marie-Jo et Lucien Ballondrade

cette salle couverte est dédiée à la gymnastique et comprend de nombreux équipement pour pratiquer cette activité.
La commune dispose également d'une piscine type tournesol avec un bassin sportif de quatre couloirs de 25 m et une pataugeoire en extérieur pour la saison estivale. La piscine est à disposition des différents clubs sportifs mais aussi des écoles, du collège et du lycée.
Plusieurs associations sportives assurent l’encadrement de la pratique sportive en club dans la commune.

### Manifestations culturelles et festivités
- La fête de la cerise en juin. Elle rassemble un grand marché, un lâcher de ballons ainsi que de nombreuses animations comme la dégustation d'un clafoutis géant.
- La fête du quartier : fête au mois de juin des quartiers de la Violette.
- Le 14 juillet : à l'occasion de la fête nationale, la commune organise un feu d'artifice.
- Autres évènements : les Rencontres de Théâtre Amateur et le concours de nouvelles.

Plusieurs associations participent à l’animation culturelle et caritative de la commune.

### Médias

#### Presse écrite
Le journal le Dauphiné libéré  est le journal régional, distribué quotidiennement dans la ville de Moirans et sa région. Il présente, dans son édition de Chartreuse et Sud Grésivaudan, des actualités dur la commune, son canton et la communauté d'agglomération.
Jusqu'en 2015, la commune distribuait deux mensuels : le 7+7 et Moirans Magazine, alternativement tous les quinze jours.
Depuis janvier 2015, seul l'exemplaire de Moirans Magazine est distribué, mensuellement, dans un format légèrement plus grand. Des annonces publicitaires de commerces de la commune y trouvent une place. Sur le site internet de la commune, une version PDF de chaque mensuel est disponible.

#### Presse audiovisuellle
Une web radio associative a vu le jour à Moirans et s'appelle la Radio du Pays Voironnais.

### Lieux de culte

#### Culte catholique
Le lieu de culte catholique est l'église Saint-Pierre et Saint-Paul. La paroisse qui se dénomme Saint Thomas de Rochebrune dépend du diocèse de Grenoble-Vienne, doyenné du Voironnais

#### Culte musulman
La commune dispose de deux salles de prière pour le culte musulman : la mosquée de la communauté maghrébine moirannaise et la mosquée de la communauté turque moirannaise.

## Économie
La commune fait partie de l'aire géographique de production et transformation du « Bois de Chartreuse », la première AOC de la filière Bois en France,.

### Secteur agricole
La commune abrite sur son territoire de nombreuses zones agricoles dites « protégées ». Un guide du foncier agricole a été mis en place par la chambre d'agriculture de l'Isère afin d'informer les agriculteurs dont le nombre est en forte baisse depuis ces vint dernières années.
Moirans est une des communes d'un secteur de vignobles pouvant revendiquer le label IGP « Coteaux-du-grésivaudan », comme la plupart des communes de la moyenne vallée de l'Isère (Grésivaudan et cluse de Voreppe).

### Secteur industriel et commercial
Les transports ferroviaires, puis routiers ont très tôt favorisé l'économie de la ville. La gare de Moirans étant située à l'embranchement des lignes Grenoble-Lyon et Grenoble-Valence, bénéficiant ainsi de ces deux voies d'accès.
La ville a connu un riche passé industriel avec l'implantation de nombreuses entreprises dont les papeteries Barjon jusqu'en 1977, les tuileries De Bernardy jusqu'en 1972 et des entreprises textiles de velours et de soie jusqu'en 1960.
De nos jours (2018), la ville héberge le siège ou les unités de fabrication de nombreuses entreprises qui sont principalement localisées dans la zone industrielle de Centr'Alp, partagée entre les communes de Voreppe et Moirans permettant à cette partie du département de se revndiquer comme un centre industriel important au niveau régional. On peut y découvrir les entreprises suivantes :
- La société Thales ou Alcan (ex-Pechiney),
- LCIE Bureau Veritas Sud-Est (laboratoire d'essais électrique et CEM).
- La société Huchtinson (unité de production de matériaux en caoutchouc).
- La société des Skis Rossignol a son siège social dans la localité de Saint-Jean-de-Moirans, commune voisine.

### Secteur hôtelier et touristique
La commune, en tant que carrefour routier bénéficie de nombreux infrastructures de type hôtelier, notamment, à proximité de l'échangeur autoroutier A48/A49.

## Culture locale et patrimoine

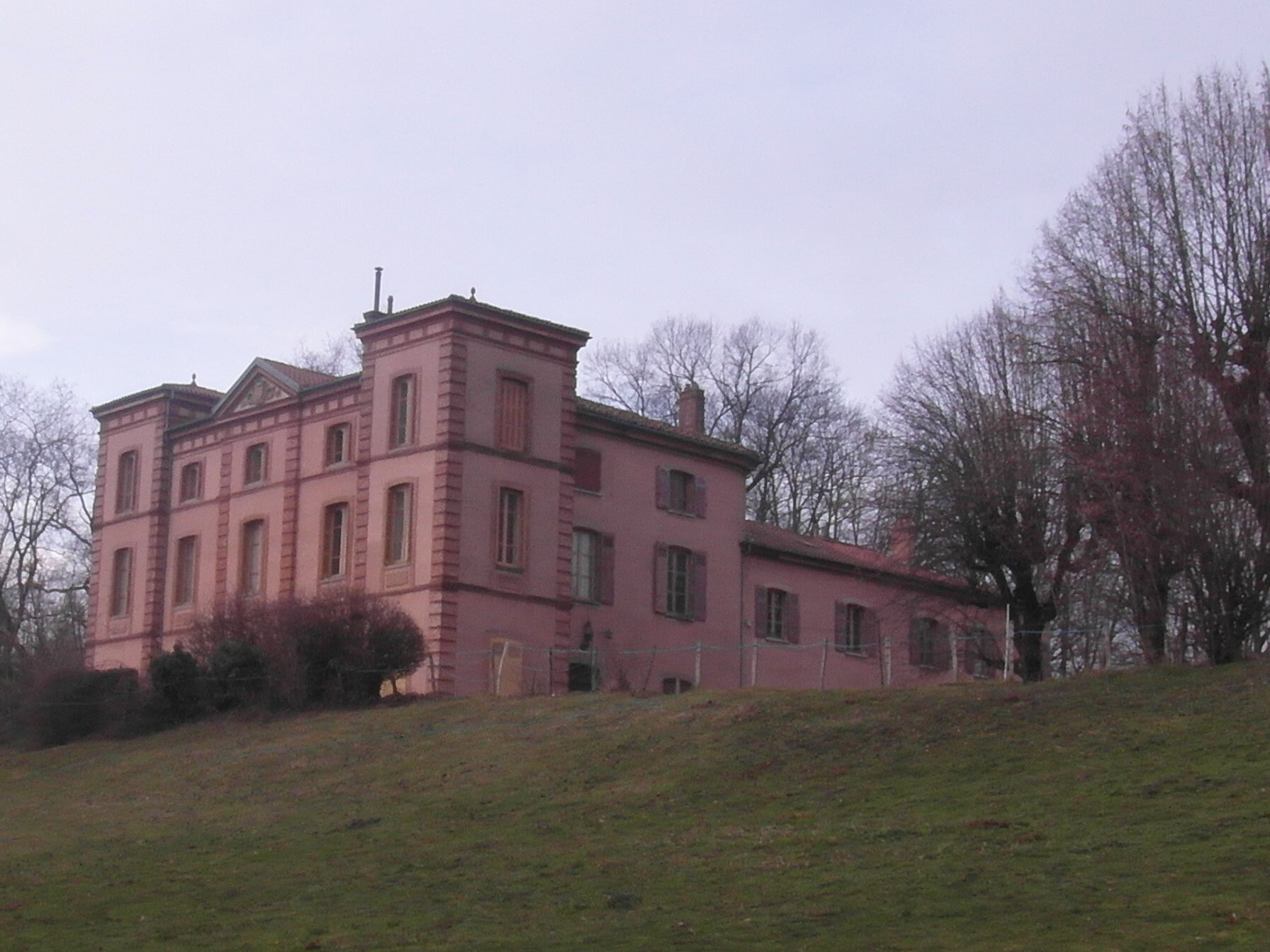
Château de la Motte (2018)

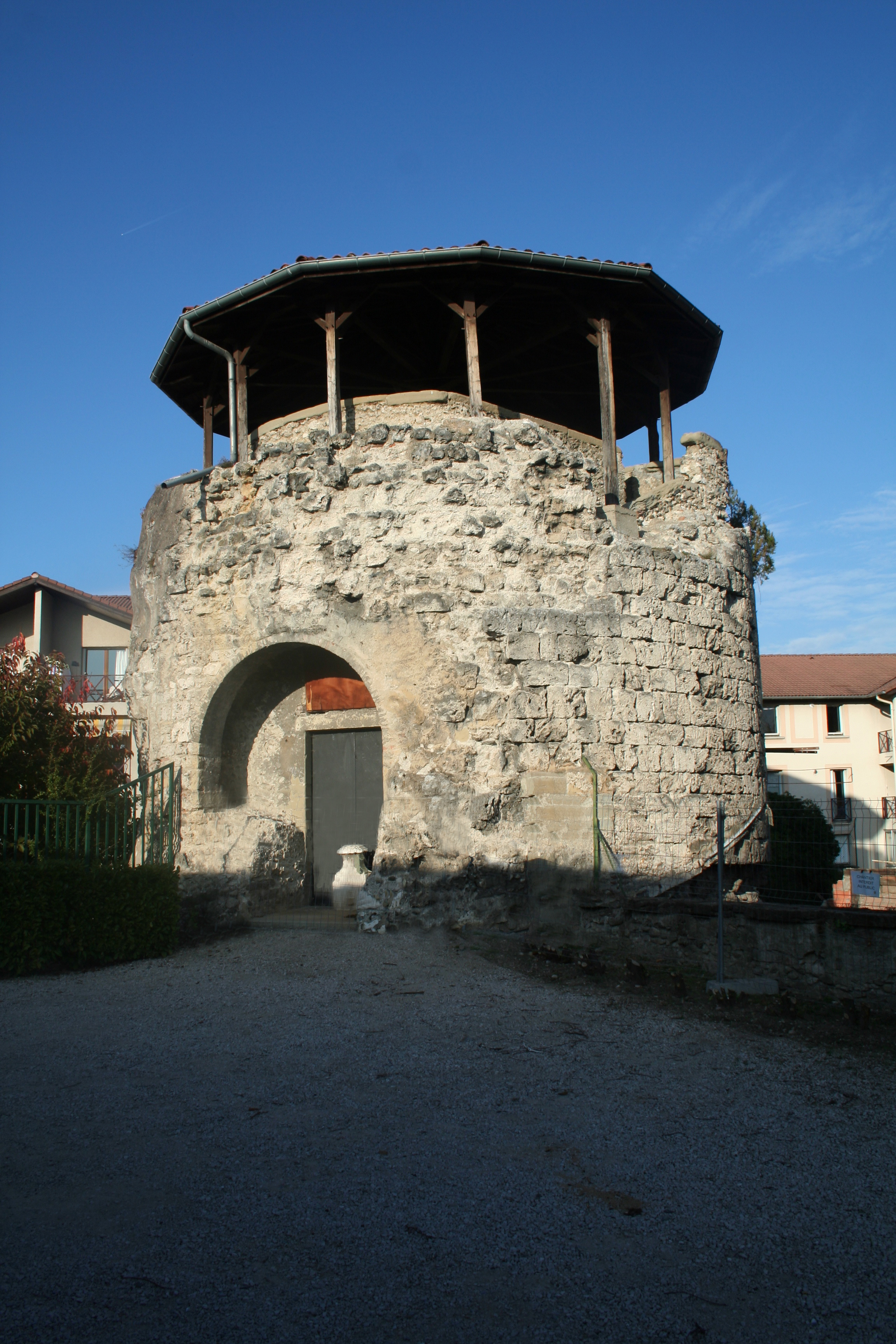
Tour romane de Moirans

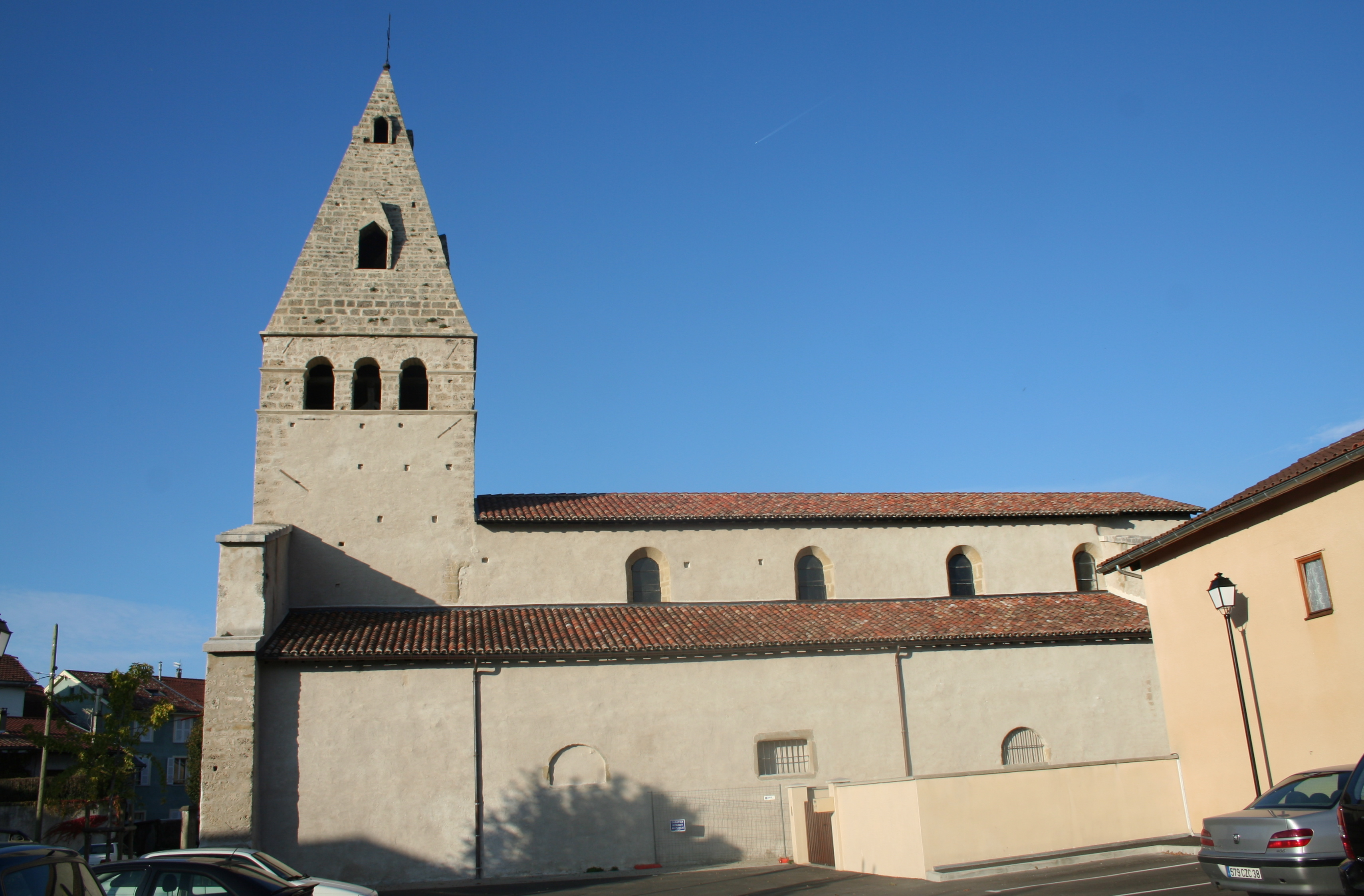
Église Saint-Pierre (XIe siècle)

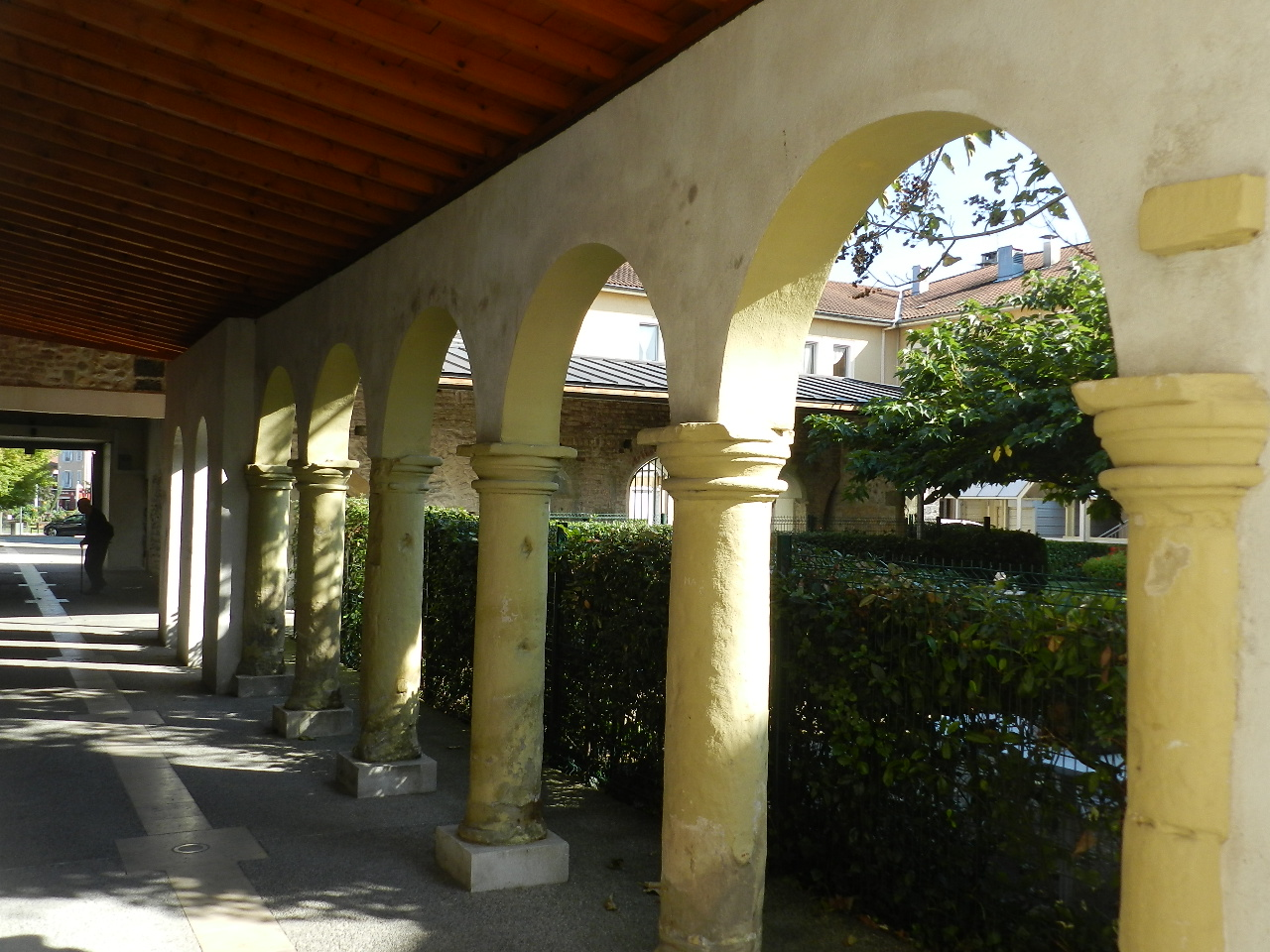
Couvent des Cordeliers

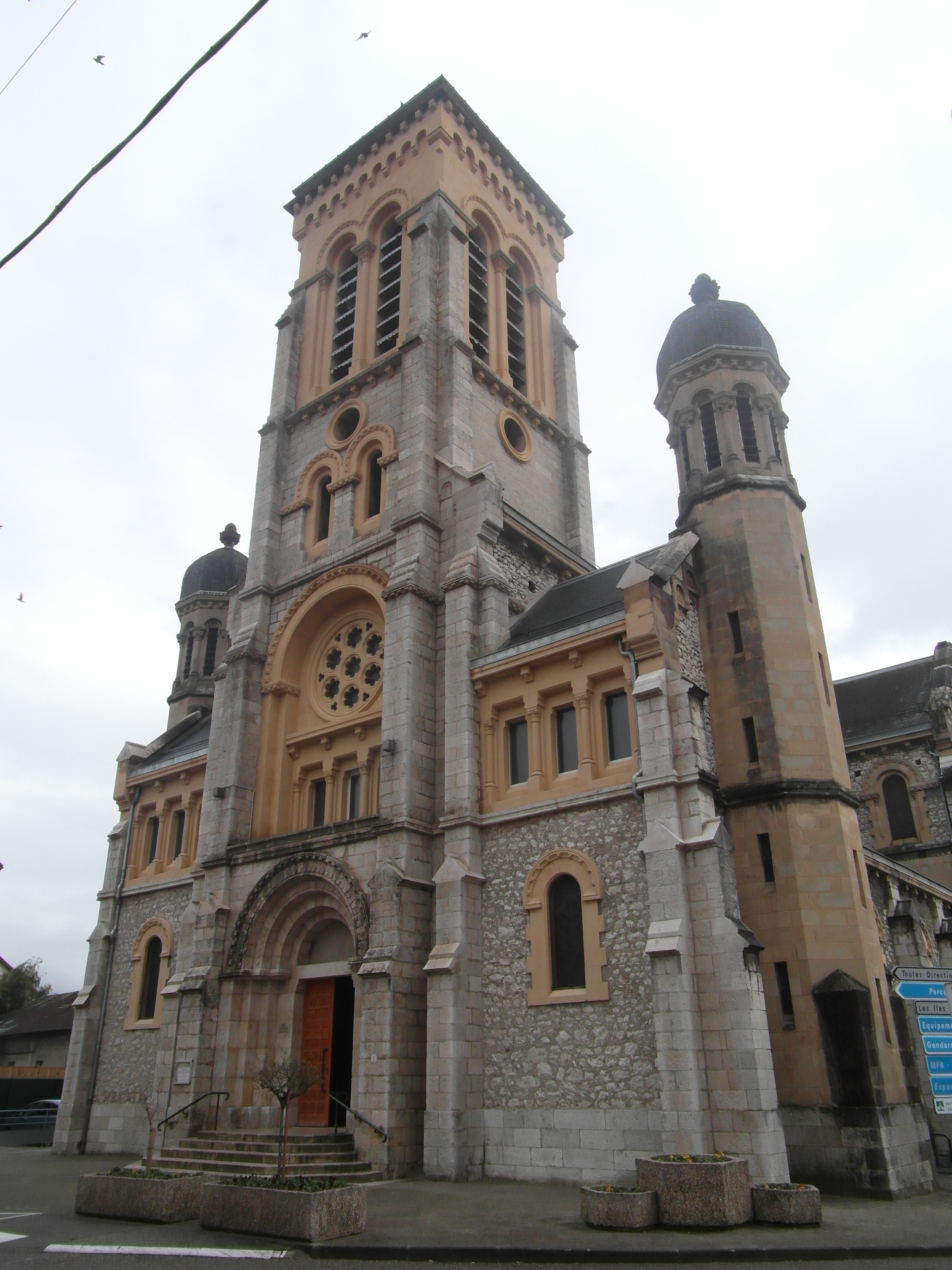
Église St-Pierre et St-Paul

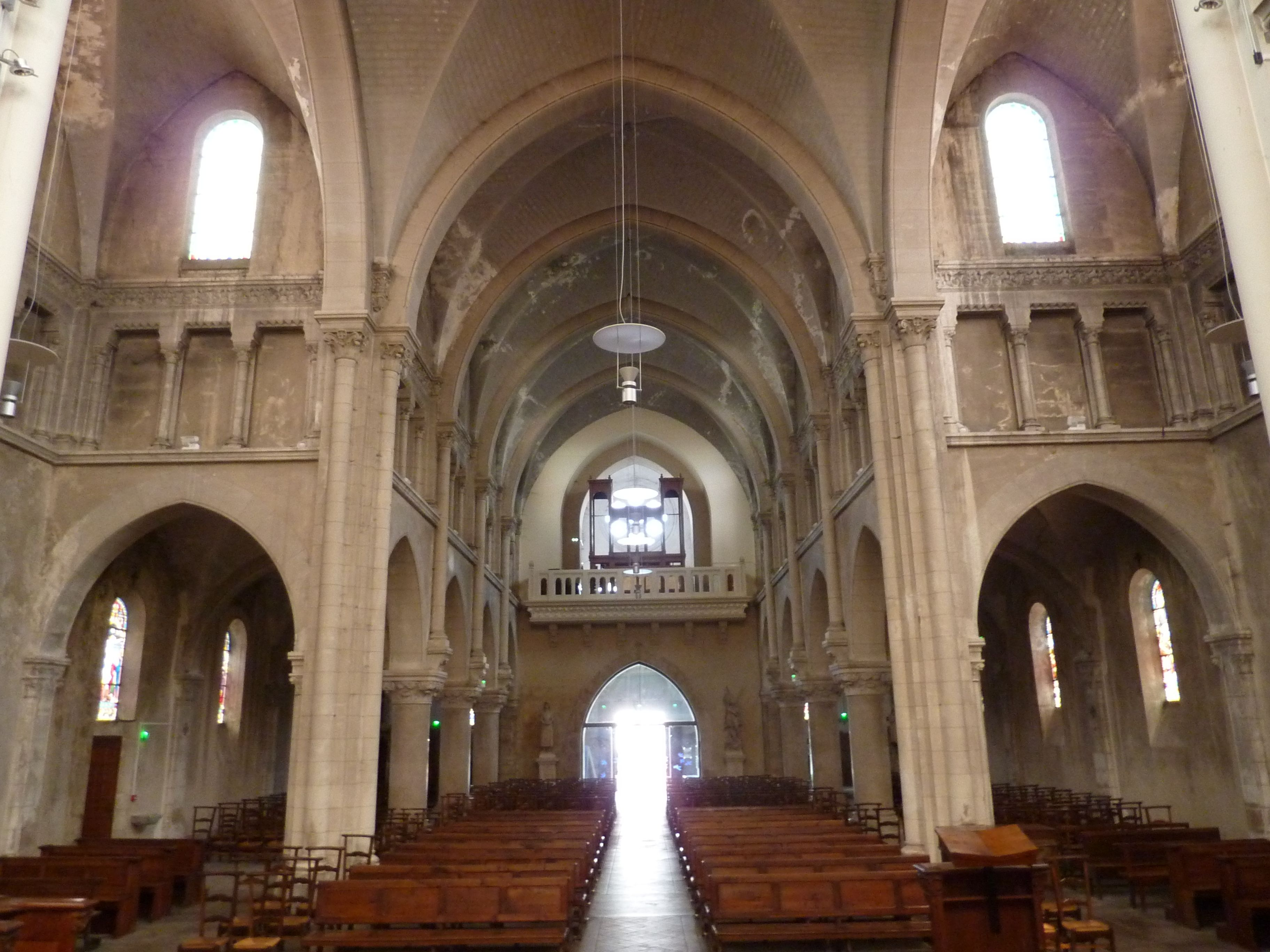
Église St-Pierre et St-Paul

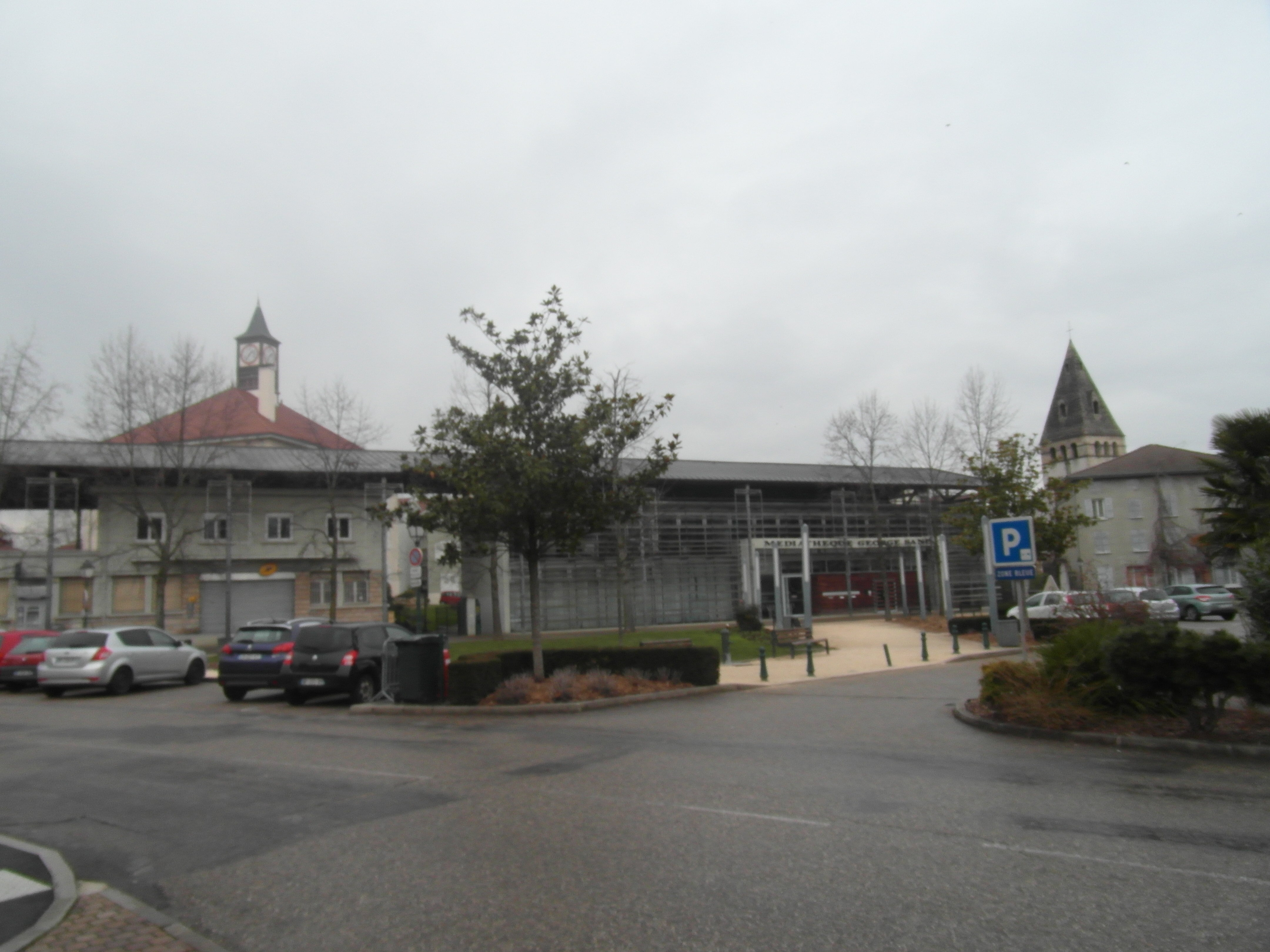
Médiathèque du centre ville

### Patrimoine monumental

#### Patrimoine civil

##### Le Château de la Motte
Dénommé également « château de l'Érigny », cet édifice du XVIIe siècle, situé Chemin de l'Erigny sur les coteaux de Moirans. Il a été aménagé par François Abel de Luppé, seigneur de La Motte. L'escalier de la pièce d'eau et la grille du parc font l'objet d'une inscription partielle au titre des monuments historiques par arrêté du 1er juin 1927. Il est propriété d'une personne privée.

##### La tour romane
Une tour médiévale du IIe au XIIe siècle, de 15 m de diamètre, ainsi que les vestiges des anciennes fortifications de la période des invasions barbares qui marquèrent la fin de la Pax Romana. Dans l'antiquité, ces fortifications servaient à protéger la ville. La tour médiévale appelée couramment Tour Romane ou Tour Romaine est aujourd'hui située près de la salle des fêtes et elle défendait la partie nord des fortifications. Moirans a connu plusieurs guerres de religion à la fin du XVIe siècle et les insurgés se sont enfermés dans la ville. Après de nombreuses violences, le Gouverneur du Dauphiné a fait détruire les fortifications de la ville mais la tour a été conservée.

##### Le château de la Grille
Ce château est l'ancienne demeure des frères Pâris, situé en face du parc de la Grille. C'est une demeure typique du XVIIIe dauphinois, qui sert actuellement d'annexe de la mairie après de gros travaux de restauration en 2006-2007.

##### L’hôtel de ville de Moirans
Ce bâtiment remonte au Moyen Âge. Il fut successivement demeure du mistral (percepteur) de Moirans, château delphinal, puis couvent des Ursulines, avant d'être acquis par la commune en 1832. Un petit campanile fut ajouté en 1903 pour y installer une horloge publique.

##### Autres bâtiments
- La bâtisse des Chartreux, du XVIIe siècle, sur la D592, qui présente une tour carrée et un fresque[79].
- Le manoir du Vergeron, du XVIIIe siècle, qui prend la place de l'ancienne maison forte du Vergeron[79].
- Le manoir de Chancoy, du XIXe siècle[79].
- Le château du marais, du XIXe siècle[79].
- Une ancienne tannerie au pied de cette tour.

#### Patrimoine religieux

##### L'église Saint-Pierre
L'église Saint-Pierre dite aussi « Vieille église de Moirans », bâtie au XIe siècle et partiellement reconstruite au XIIe siècle. L'édifice religieux est classé au titre des monuments historiques par arrêté du 21 décembre 1984 et celui-ci fait toujours l'objet de fouilles archéologiques après la découverte de nombreuses sépultures dans son sous-sol.

##### Le couvent des Cordeliers
Les vestiges de l'ancien couvent des Cordeliers, datant du XIIIe siècle, sont partiellement inscrits au titre des monuments historiques par arrêté du 3 mai 1989 : les éléments protégés sont les vestiges du croisillon sud de l'église, l'aile du cloître du XVIIe siècle et les vestiges des bâtiments conventuels dans le prolongement du croisillon sud. Fondé par Berlion V de la Tour-du-Pin vers 1220, il s'agit du premier couvent franciscain bâti en Dauphiné.

##### L'église Saint-Pierre et Saint Paul
Construite entre 1902 et 1911 et consacrée en 1911, l'église paroissiale Saint-Pierre et Saint-Paul a remplacé l'ancienne église Saint-Pierre pour le culte. Cet édifice, réalisée en partie en pierres factices de béton moulé, a été bâti sur un site qui accueillait auparavant une église romaine puis, durant l'époque médiévale, un prieuré bénédictin. L'édifice possède des vitraux d'André Bernard très riches, représentant entre autres les scènes du chemin de croix. Il abrite également cinq toiles marouflées de Maurice Chabas (1862-1947), peintre symboliste français, consacrées à Saint-Pierre.

### Patrimoine culturel
La commune de Moirans est propriétaire de trois structures à vocation sociale et culturelle
- L'Espace Jacques Barfety

La commune dispose d'un établissement socio-culturel accueillant un pôle jeunesse avec des activités périscolaires, un Point d'information jeunesse (PIJ), un accueil de loisir sans hébergement (ALSH), une ludothèque, et des activités culturelles diverses, ainsi que le siège de plusieurs associations.
- La Médiathèque

Situé en centre ville, non loin de l'hôtel de ville, la médiathèque George Sand est relié au réseau informatique de 19 bibliothèques géré par le Pays voironnais.
- L'Espace Miro

Salle d’exposition de 200 m2 accuiellant des expositions organisées par la municipalité ainsi que des conférences ou des réunions associatives.

### Espaces verts

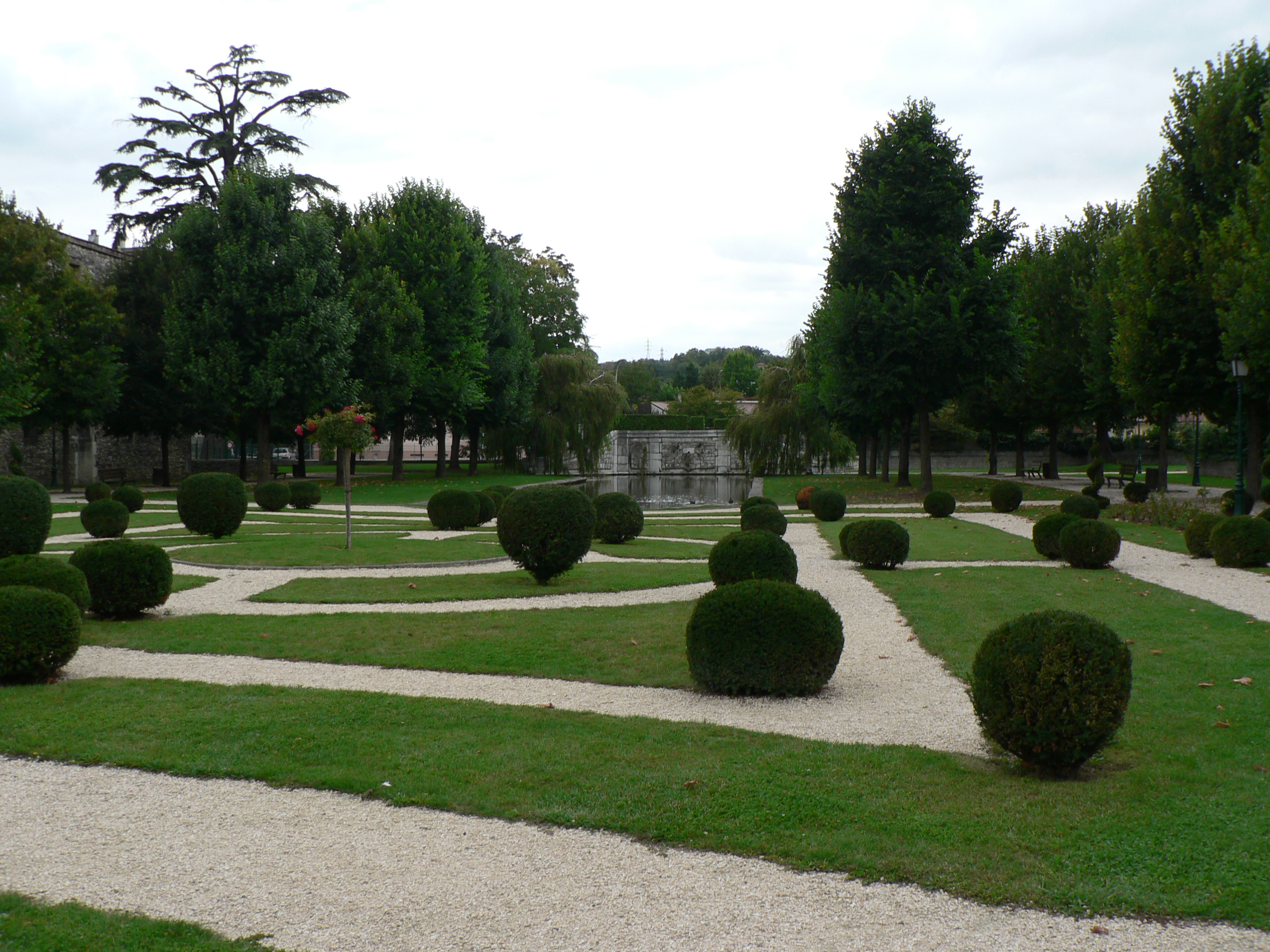
Parc de la Grille.

Trois parcs publics agrémentent la commune de Moirans :
- Le parc de la Grille

Ce parc, situé à proximité du centre-ville, présente un jardin à la française dessiné par un élève de Le Nôtre, à la demande de Claude Pâris la Montagne, financier de Louis XV, un temps exilé à Moirans et propriétaire du jardin. Le parc inclut un bassin en forme de T alimenté par un bras de la Morge, et une grille monumentale installée vers 1730 de 37 mètres de long pour 5 mètres de haut. Elle est considérée comme un chef-d'œuvre de ferronnerie et a donné son nom au parc.
- Le parc Martin

Ce parc, situé dans la partie nord de la commune, à proximité des secteurs résidentiels composés essentiellement de grands immeubles, présente une superficie de 8 ha. Ce parc abrite de nombreuses essences d'arbres, une prairie et un étang relié à la rivière de la Morge par un canal. Cette rivière traverse de part en part ce grand espace vert qui fut une ancienne propriété d'Alphonse Séraphin Martin. Cette propriété fut acquise par la municipalité en 1975.
- Le parc du Vergeron

Il s'agit d'un domaine acquis par la municipalité en 1964. Historiquement, celui-ci s'étendait autour d'une maison forte du XIIIe siècle. Cet édifice sera finalement détruit pour laisser place au CFP et au collège.

### Langues et traditions locales

#### Historique de la langue locale

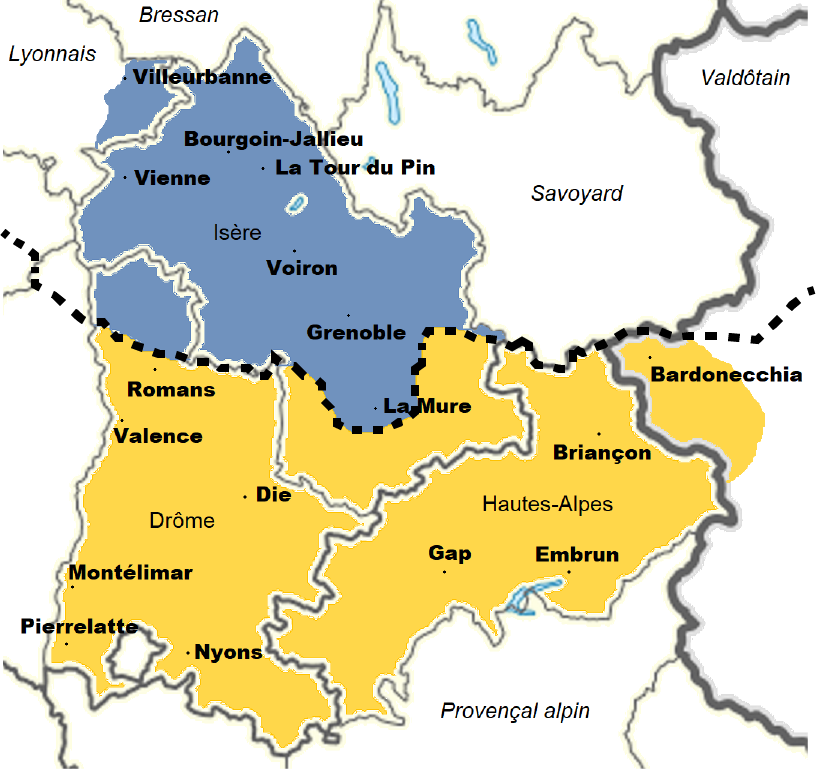
Carte linguistique du Dauphiné : Le dauphinois est un dialecte arpitan parlé dans le nord du Dauphiné. La moitié sud du Dauphiné est quant à elle du domaine linguistique de l'occitan et de son dialecte local, le vivaro-alpin.

Le territoire de Moirans, inclus dans le pays voironnais, se situe dans la partie centrale du Haut Dauphiné, non loin de Grenoble et donc au sud de la zone des patois dauphinois, lesquels appartiennent au domaine des langues dites francoprovençales ou arpitanes, au même titre que les patois  savoyards, vaudois, Valdôtains, bressans et foréziens.
Historiquement, l'idée du terme francoprovençal, attribué à cette langue régionale parlée dans le quart centre-est de la France, différent du français, dit langue d'oil et de l'occitan, dit langue d'oc, est l'œuvre du linguiste et patriote italien Graziadio Isaia Ascoli en 1873 qui en a identifié les caractéristiques.

#### Contes locaux et légendes régionales
Il existe encore quelques ouvrages qui relatent les contes et les légendes du Dauphiné et du Grésivaudan, y compris pour les montagnes et les vallées environnantes.
Le plus connu de ceux-ci est un ouvrage notable, fruit d'une recherche importante, a été écrit par Charles Joisten (1936-1981), ancien  conservateur du Musée dauphinois du conseil général de l'Isère situé à Grenoble, et qui relate, parmi les autres légendes, le bestiaire fantastique et les légendes de l'ensemble des pays dauphinois.

### Personnalités liées à la commune

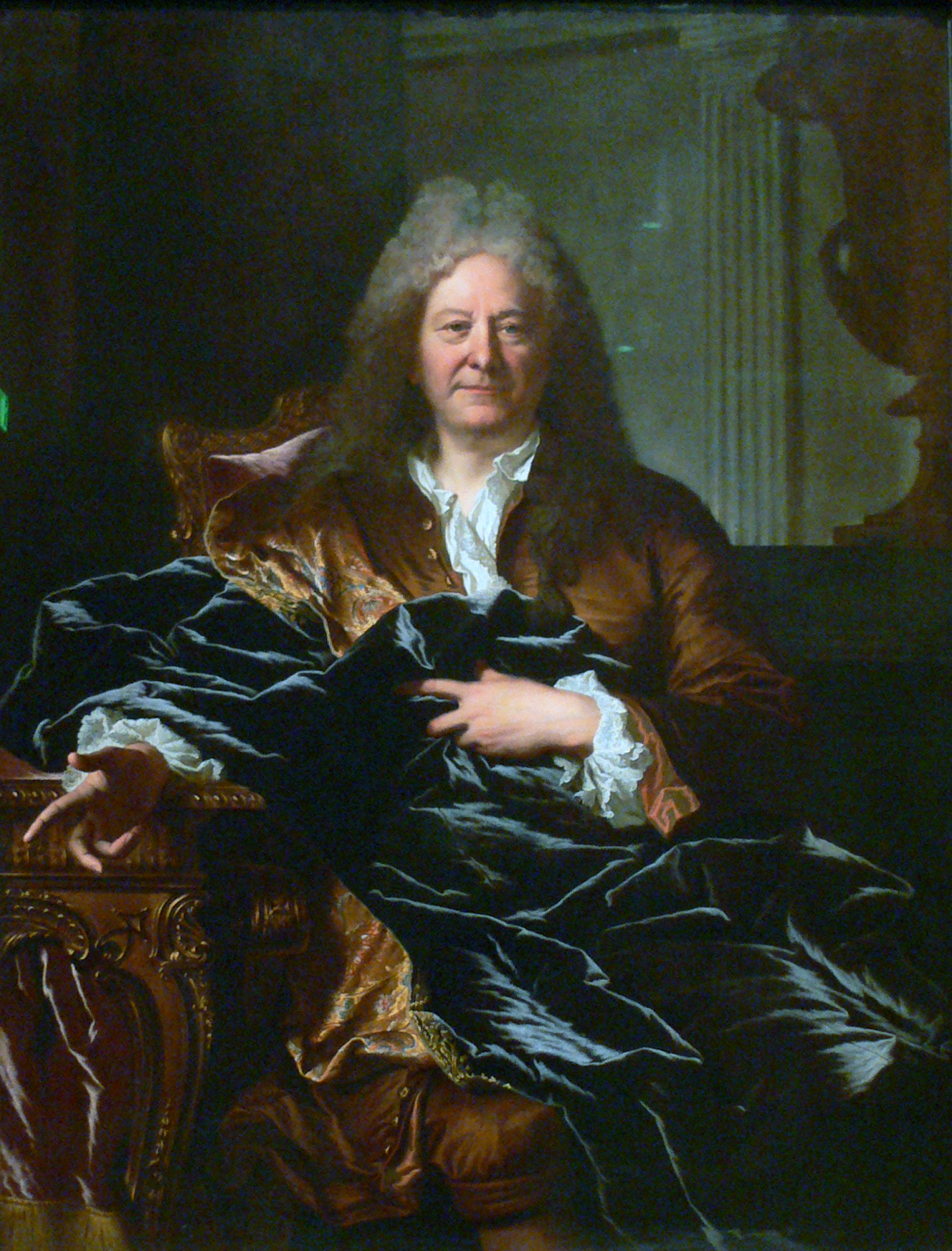
Antoine Pâris

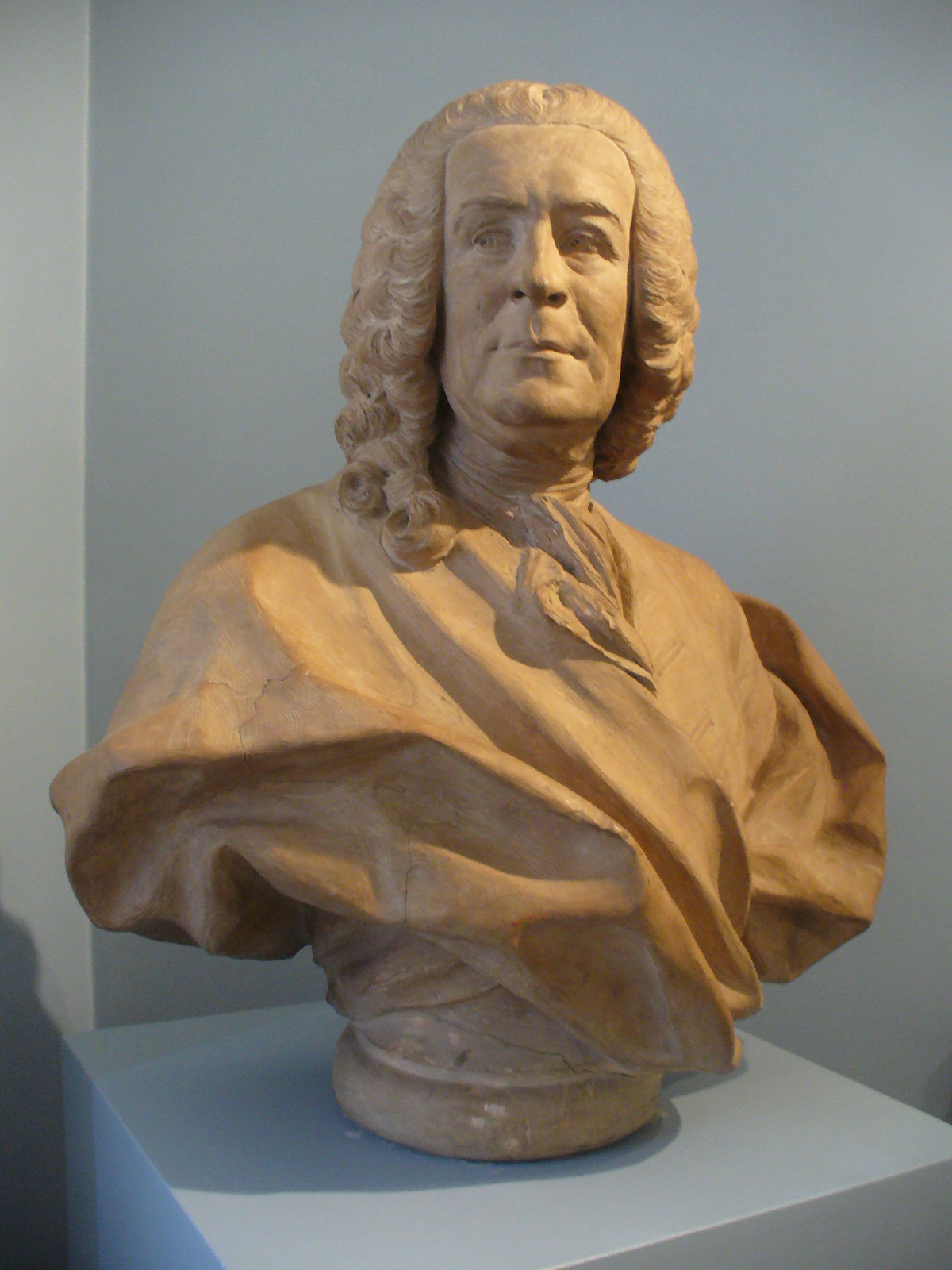
Joseph Pâris

- Les Frères Pâris, financiers dauphinois des XVIIe et XVIIIe siècles[79], sont tous nés à Moirans, dont :
  - Antoine Pâris dit « Le Grand Pâris », Comte de Sampigny et baron de Dagonville (1668-1733) ;
  - Claude Pâris dit « La Montagne » du nom de l'auberge paternelle, Seigneur de Moirans, Serpaize et autres lieux (1670-1744) ;
  - Joseph Pâris dit « Duverney », Seigneur de Plaisance et du Verney (1684-1770) ;
  - Jean Pâris dit « de Montmartel » (on trouve aussi Monmartel), Marquis de Brunoy, Comte de Chateaumeillant, Seigneur de Villers, de Marigny et autres lieux (1690-1766).
- Marc-François Bonguyod (1751-1805), homme politique, député à la Convention pour le département du Jura.
- Joseph-François Repellin, avocat républicain né en 1797 à Moirans et décédé en 1858 dans la même ville. Celui-ci prend la défense des prisonniers politiques durant la monarchie de Juillet. Il est élu représentant de l’Isère à l’Assemblée constituante de 1848.
- Louis Moyroud, ingénieur français né à Moirans en 1914, mort à Delray Beach le 28 juin 2010[92] à 96 ans, connu pour avoir été l'inventeur, avec René Higonnet, de la Lumitype, première machine de photocomposition commercialisée.
- Denise Meunier (1918-2022), institutrice, résistante, morte à Moirans où elle avait reçu la médaille de la ville[93].

### Héraldique, logotype et devise

Blason de Moirans

D'azur à deux dauphins affrontés d'argent accompagnés en chef de deux colombes affrontées du même et en pointe d'une rose de gueules.

## Pour approfondir